# SKE48
SKE48是日本大型女子偶像團體，也是AKB48第一個姐妹團體，於2008年出道，以其專屬表演劇場所在的名古屋及東海地方為中心活動，目前擁有成員57名，下分為3個分隊、以及研究生隊伍。雖然是AKB48的姊妹團體，總製作人也由秋元康擔任，但是兩者存在許多不同之處，例如成員主要出身於東海地方（特別是名古屋所在的愛知縣），且大部份皆隸屬同一經紀公司。

## 簡介

SKE48標誌，以橙色為象徵色

SKE48是AKB48全國開展計劃的首站，在2008年7月30日於名古屋市成立。名稱中的「SKE」來自其專屬表演劇場所在地——名古屋市中區的商圈「荣」（SaKaE）。
SKE48以Sunshine Sakae內的「SKE48劇場」進行公演活動。因此，SUNSHINE SAKAE中貼有SKE48相關的海報與旗幟。此外，摩天輪的外裝也貼有SKE48成員的宣傳品。
名古屋市中區·榮Sunshine Sakae榮2樓『SKE48劇場』，2008年10月5日進行了首次公演。那以後定期舉行隊伍制，約2小時的歌和跳舞·TALK組成的公演活動的劇場公演。現在的劇場是三個多月的改裝經過一段時期2012年12月9日開張的專用劇場。2012年8月爲止是複合的工作室《SUNSHINE STUDIO》，除了SKE48的公演以外，也有其他機構利用。這個問題，2012年春天的演唱會的標題《SKE專用劇場在秋天之前能否建成?》也有提出這樣的情況。
身為AKB48的姊妹團體，SKE48的成員有機會被選為AKB48單曲的選拔成員，以及參與《AKBINGO!》、《AKB48 SHOW!》等AKB48的冠名節目。

### 與AKB48相異之處
- 成員多數出身於東海三縣（日语：東海3県）（愛知縣、岐阜縣、三重縣）。
- 成員多數屬同一經紀公司，少數成員有個別所屬的經紀公司。
- 不同於AKB48及姊妹團體稱隊長為「Captain」（キャプテン），SKE48稱隊長為「Leader」（リーダー）。但2013年4月13日起設置的總隊長職務，是以「Captain」來稱呼。
- 劇場公演的門票價格每一Team都不相同。
- 會有正規成員降格為研究生，再升格為各Team的例子[註 1]。
- 成立初期的成員中多數為大學生、專業資格者等，與AKB48成立初期多由中學生組成的狀況不同。
- 成立初期不允許成員染髮，直至更換劇場經理後才解除禁令。
- 因SKE48亦是AKB48團體之一成員，所以成員有時會被選為AKB48的歌曲的選拔成員。也會參加AKB48選拔總選舉或是AKB48猜拳大會（日语：AKB48グループじゃんけん大会）等活動。
- AKB48的單曲發售記念的握手會以及AKB48專輯發售紀念的寫真會基本上會參加，而個別SKE48的單曲發售記念的握手會亦會獨自舉行。

## 略歷

### 2008年
- 7月31日，SKE48第1期生甄選（報名總數2,670人，最終合格者22人）。
- 8月，AKB48研究生中西優香移籍SKE48。
- 8月23日，SKE48初披露於日比谷野外大音樂堂舉行的AKB48夏祭り音樂會，松井珠理奈作為23人中的代表向在場觀眾打招呼：「大家好，初次見面，我們是SKE48。」
- 10月5日，選拔成員（之後的Team S）初次劇場公演。
- 10月22日，AKB48的第10張單曲《大声鑽石》發售，松井珠理奈是SKE48首個成員進入選拔組，而且更擔任中心位置。

### 2009年
- 2月14日，SKE48初次原創公演開始。
- 3月，由選拔成員組成的Team S成立。
- 3月4日，AKB48的第11張单曲《10年樱》發售，松井珠理奈和松井玲奈作為SKE48的代表進入選拔，此後大多數的AKB48單曲二人均有參與。
- 5月25日，Team KII成立。
- 6月13日，Team KII劇場初次公演。
- 6月－7月，在AKB48第13張單曲選拔總選舉「向神發誓，動真格」（第1回選拔總選舉）中，松井珠理奈進入選拔，松井玲奈進入Under Girls。
- 12月，首次與AKB48一起於第60回NHK紅白歌合戰登場。

### 2010年
- 5月－6月，AKB48第17張單曲選拔總選舉「向母親發誓，這是真的」（第2回選拔總選舉）中，松井珠理奈和松井玲奈進入「媒體選拔組」，為SKE48初次有成員進入媒體選拔。另外有大矢真那、高柳明音和矢神久美成為Under Girls。
- 12月6日，由研究生16人組成Team E成立。

### 2011年
- 1月16日，Team E初次劇場公演。
- 3月9日，第5張單曲《萬歲Venus》發售，初次得到Oricon第1位。
- 5月－6月，AKB48第22張單曲選拔總選舉（第3回選拔總選舉）中，松井玲奈排列在前年的松井珠理奈為SKE48歴代最高的第10位。另外有松井珠理奈進入選拔組，高柳明音、大矢真那、秦佐和子和須田亞香里成為Under Girls。
- 7月13日，SKE48初次舉辦的選拔猜拳大会的預備戰[註 2]，勝出的成員有佐藤實繪子、桑原瑞希、若林倫香、松井珠理奈和竹内舞，得到本戰出場機會。
- 7月27日，第6張單曲《翡翠色的沙灘裙》發售。
- 9月20日，日本武道館舉辦AKB48第24張單曲選拔猜拳大會，其中桑原瑞希進入選拔組。
- 11月1日，SKE48全體成員及管理SKE48事業的全體工作人員，由PYTHAGORAS PROMOTION（日语：ピタゴラス・プロモーション）移籍至AKS。[6]
- 11月9日，第7張單曲《愛就OK》發售。

### 2012年
- 1月25日，第8張單曲《單戀Finally》發售。
- 1月27日，SKE48初次在朝日電視台系列《MUSIC STATION》演出，演唱歌曲是《單戀Finally》。
- 3月24日，演唱會「業務連絡。拜託了，片山部長！ in埼玉超級競技場」中發表松井珠理奈期間有限期兼任AKB48 Team K的成員。過去参加AKB48的樂曲但以其他團體身份擔任。
- 3月25日，上述演唱會中宣布松井玲奈、矢神久美和高柳明音將會調到其他經紀公司，是SKE48首次有成員移籍到其他經紀公司。
- 5月16日，第9張單曲《I love you 我愛你！》發售。
- 5月－6月，SKE48在「AKB48第27张单曲选拔总选举」（第4回选拔总选举）中共有15名成员入选。
- 8月24日，演唱会「AKB48 in TOKYO DOME ～1830m的夢想～」中，发表TeamKII的石田安奈预定兼任AKB48新TeamB的成员、AKB48TeamB的北原里英移籍到TeamK之外同时预定兼任SKE48。SKE48的成员AKB48兼任就前述的松井珠理奈是第2人，AKB48的成员兼任SKE48的北原是史上初次。
- 8月29日，在SKE48劇場改修前特別公演中发表了6名研究生的昇格。
- 9月18日，在日本武道館举行的「AKB48第29张单曲选拔猜拳大会」上，木本花音和上野圭澄进入选拔組。
- 9月19日，第10張單曲《接吻可是左撇子》發售。
- 12月9日，改修工程的SKE48專用劇場開啟迎按初日，舉行全成員出演的特別公演[7]。
- 12月31日，SKE48在第63回NHK紅白歌合戰中首次以單獨名義出場[8][9]，是首個單独出場的AKB48姊妹團體。

### 2013年
- 1月15日，Team KII公演上9人发表毕业：矢神久美、桑原瑞希、高田志织、平松可奈子、赤枝里里奈、小木曽汐莉、上野圭澄、原望奈美、小林絵未梨[10]
- 1月30日，第11張單曲《巧克力的奴隸》發售。
- 4月13日，在演唱会“不变的，是那友情”上，发表了将队伍打散重组的消息，但具体的实行时间暂未决定[11]。演唱會中也宣布任命中西優香為總隊長、松村香織為終身名譽研究生[12]。
- 4月25日，在日本武道館舉行「AKB48团临时总会～黑白分明！～」的SKE48單獨公演上，连续不间断的表演了31首曲目，创造了姐妹组合的历史，同时也是SKE48組閣重组後的首次表演。
- 6月8日，在AKB48第32張單曲選拔總選舉』（第5回選拔總選舉）中、松井珠理奈獲得了SKE48史上最高的第6名，松井玲奈和須亞亜香里也成功進入選拔組。另外也分別有7名進入Undergirls，5名進入Next Girls，3名進入Future Girls，達成SKE48最多，共計18名成員入選的紀錄[13]。
- 7月17日，新体制開始實行，同日第12張單曲《美麗的閃電》發售，初動銷售量達到51.1万枚，為繼AKB48後第二組連續3張作品初動均超過50万枚的女子組合[14]。
- 7月23日，Team S 新劇場公演「RESET」開始[15]。
- 7月24日，Team E 新劇場公演「我的太陽」開始[16]。
- 7月25日，Team KII 新劇場公演「劇場的女神」開始[17]。
- 11月20日，第13張單曲《贊成卡哇伊！》發售。
- 12月31日，在第64回NHK紅白歌合戰中，所有成員（除中学生以下）均以SKE48名義單獨出演。

### 2014年
- 2月24日，於AKB48集團各團體共同參與的「AKB48集團大組閣祭」中宣布全團之新體制，包括成員所屬分隊的重組、各隊新任之正副隊長人選，此外亦發表了成員之兼任、移籍與研究生升格[18]。
- 3月19日，第14張單曲《未來是什麼？》發售[19]。
- 4月4日，於「AKB48集團 春Con in 埼玉超級競技場〜丟掉回憶向前沖！〜」的SKE48單獨演唱會中宣布各隊千秋樂與初日的時間表[20]。
- 12月31日，在第65回NHK紅白歌合戰中出演。

### 2015年
- 6月11日，主力成員松井玲奈在出席日本放送直播節目《AKB48的All Night Nippon（日语：AKB48のオールナイトニッポン）》時，公開發表將在2015年8月底從SKE48畢業。
- 8月29日、30日，於愛知縣豐田市豐田體育場舉行「松井玲奈·SKE48畢業演唱會in豐田體育場～2588DAYS～」演唱會。
- 8月31日，成員松井玲奈於SKE48 Team E劇場公演後正式畢業。
- 12月16日，主力成員宮澤佐江於富士電視台直播特別節目《FNS歌謠祭 2015》中，宣布將同時從SKE48、以及正式所屬團體SNH48畢業[21]。

### 2016年
- 3月5日，於名古屋市綜合體育館（日语：名古屋市総合体育館）舉行的「大家、不要哭哦。宮澤佐江畢業演唱會 前夜祭 in 日本碍子表演廳」上發表全團之新體制，包括宮澤佐江指名矢方美紀接任其畢業後的Team S隊長職務，矢方升格隊長後的副隊長空缺由松本慈子接任，梅本圓在同年2月底畢業後空缺的Team E副隊長職務由福士奈央接任，同時恢復「AKB48集團大組閣祭」後中斷的總隊長職務，由齊藤真木子（日语：斉藤真木子）擔任第二任總隊長[22]。

### 2017年
- 2月22日，第2張專輯《革命之丘》發行，同時於名古屋當地、首都圏及全國各地動員多名成員舉辦多場宣傳活動。
- 7月19日，SKE48第21張單曲《意外是芒果》正式發行，中心成員由7期生小畑優奈擔任。MV於台灣的澎湖群島取景拍攝，成員皆以泳裝造型登場[23]。此張單曲亦為11月30日自SKE48畢業的1期成員大矢真那的畢業作品。

### 2018年
- 1月10日，發行第22張單曲《無意識的色彩》[24]。
- 7月4日，發行第23張單曲《突如其來Punchline》[25]。
- 11月13日，AKS宣布SKE48營運權將轉讓給娛樂控股公司KeyHolder（日语：KeyHolder），後者將成立新公司「株式會社SKE」來經營[26]。
- 12月12日，發行第24張單曲《Stand by you》[27]。
- 12月27日，AKS與Keyholder正式簽訂事業轉讓契約[28]。

### 2019年
- 3月1日，Keyholder旗下公司「株式會社SKE」正式接手全權負責SKE48的經紀及營運事務[28]。
- 7月1日，營運公司「株式會社SKE」更名為「株式會社Zest」[29]。
- 7月5日，營運公司宣布与JKT48展開合作计划，SKE48劇場經理湯淺洋轉任JKT48特別顧問，新任劇場經理由總隊長齊藤真木子兼任。此次亦為AKB48集團第二次有成員兼任劇場經理。
- 7月24日，發行第25張單曲《FRUSTRATION》[30]。

- 10月5日，營運單位宣布，官方粉絲俱樂部將於2020年2月正式上線。粉絲俱樂部電子雜誌（每週五傳送）開放粉絲上網註冊。粉絲俱樂部的詳細訊息將於2020年1月17日公布。

### 2020年
- 1月15日，發行第26張單曲《也是有這樣的對吧？》[31][32]。
- 2月26日，因2019冠狀病毒病疫情無趨緩跡象，營運方宣布暫停SKE48劇場公演[33]。
- 7月8日，SKE48劇場公演以網路直播方式重新開演[34]。
- 10月3日－5日，預定舉辦「SKE48 12th Anniversary Fes 2020 〜12場公演一次演出祭〜」[35]。
- 10月26日，睽違8個月的有觀眾劇場公演重新開演[36]。
- 12月27日，福士奈央因受新型冠狀病毒感染，已證實確診新冠肺炎[37]。15名成員（赤堀君江、杉山愛佳、竹内奈奈未、都築里佳、野村實代、松本慈子、太田彩夏、大場美奈、白井友紀乃、藤本冬香、池田楓、佐藤佳穗、末永櫻花、谷真理佳、深井願）皆列為密切接觸者，近期所有公演皆遵照指示取消[37][38]。

### 2021年
- 1月2日，密切接觸者中，大場美奈等14名成員PCR檢測結果為陰性，依序重新開始活動[39]。已畢業成員白井友紀乃當日接受檢測，結果同樣為陰性，相關訊息已在1月4日於SKE48官網公布[40]。
- 1月7日，福士奈央重新開始活動[41]。
- 2月3日，發行第27張單曲《戀愛之旗落下》[42]，此單曲為松井珠理奈之畢業單曲。
- 9月1日，發行第28張單曲《找到了那時候的你》，由年僅12歲的研究生林美澪（日语：林美澪）擔任中心成員[43]。

### 2022年
- 青海雛乃（日语：青海ひな乃）[44]、鈴木愛菜因受新型冠狀病毒感染，已證實於1月7日及1月8日確診新冠肺炎[45]。原定於8日在SKE48劇場舉辦的「2022年SKE48新成人成員活動」及至18日為止的劇場公演皆全數取消或延期[45]。
- 1月14日佐藤佳穗、菅原茉椰因受新型冠狀病毒感染，已證實確診新冠肺炎[46]。
- 3月9日，發行第29張單曲《心中的Flower》[47]。
- 10月5日，發行第30張單曲《絕對Inspiration》[48]。

### 2023年
- 7月5日，發行第31張單曲《深深愛上你了（日语：好きになっちゃった）》。

### 2024年
- 2月28日，發行第32張單曲《愛的全息圖（日语：愛のホログラム）》。
- 10月2日，發行第33張單曲《告白心拍數（日语：告白心拍数）》。

## 成員
SKE48主要的結構和AKB48無異，都是分為3個分隊，分別是Team S、Team KII（KII讀法為K Two）和Team E，另外設有具預備成員功能的研究生隊伍。劇場公演都是以各Team為單位進行。研究生則會在充當舞者演出；如正規成員人數不足或有成員休演的時候，亦會以補充成員作演出。另外，研究生也有屬於她們的劇場公演。
SKE48剛成立時由通過了甄選會的22名成員和1名從AKB48調來的成員組成，這些成員稱為「1期生」。2008年10月5日，自首場劇場公演起（S1st），這些成員分為「選拔成員」（16名）和「研究生」兩組。自2009年2月14日的第二部劇場公演起（S2nd），「Team KII」即將成立，原來的選拔成員則改名為「Team S」。5月25日，由通過第2期追加成員甄選會的14名成員和2名研究生組成的Team KII成立。通過3期生甄選會的成員並未立即成為正式成員，全部先成為研究生。因此，其後成立的「Team E」的成員多是4期生，3期生則分散於3組當中。2010年12月6日，公布了Team KII 3rd公演的選拔成員，以及成立Team E的消息。2013年4月13日，在演唱會「不變的，是那友情」上，發表了將隊伍打散重組的消息。7月17日，正式實行新組閣。
另外，當隊伍因正式成員畢業等原因離團而出現空缺時，就會由研究生遞補。

### 正式成員
粗體字為隊長

#### Team S
| 姓名            | 讀音 | 出生日期       | 加入期別 | 升格 正式成員 日期 | 所屬 經紀公司 | 附註／ 原屬分隊                          | 總選舉 最佳名次 |
| --------------- | ---- | -------------- | -------- | ------------------ | ------------- | ---------------------------------------- | --------------- |
| 相川暖花        |      | 2003年10月22日 | 7期      | 2017年10月5日      | Zest          | Team S隊長                               | -               |
| 石黑友月 （石黒友月）   |      | 2003年10月11日 | 8期      | 2018年9月16日      | Zest          |                                          | -               |
| 伊藤虹虹美 （伊藤虹々美） |      | 2008年12月8日  | 12期     | 2025年4月1日       | Zest          |                                          | -               |
| 入内嶋涼        |      | 1999年5月13日  | 9期      | 2020年10月10日     | Zest          |                                          | -               |
| 熊崎晴香        |      | 1997年8月10日  | 6期      | 2014年2月24日      | Zest          | Team S副隊長                             | 46              |
| 倉島杏實 （倉島杏実）   |      | 2005年6月28日  | 8期      | 2018年5月1日       | Zest          |                                          | -               |
| 坂本真凜 （     |      | 2002年2月2日   | 8期      | 2018年5月1日       | Zest          |                                          | -               |
| 杉本梨奈 （杉本りいな）   |      | 2008年9月20日  | 11期     | 2024年5月20日      | Zest          | 父親為日本足球選手杉本惠太               | -               |
| 鈴木恋奈        |      | 2003年12月28日 | 9期      | 2020年10月10日     | Zest          |                                          | -               |
| 中野愛理        |      | 2001年3月24日  | 選秀 3期 | 2018年9月16日      | Zest          | 預定8月31日畢業 第三屆選秀會議第一輪指名 | -               |
| 野村實代 （）   |      | 2003年2月1日   | 8期      | 2017年10月5日      | Zest          | 姐姐是AKB48的前成員野村奈央              | -               |
| 原優寧          |      | 2001年11月23日 | 11期     | 2024年5月20日      | Zest          |                                          | -               |
| 松川美優 （松川みゆ）   |      | 2008年4月15日  | 12期     | 2025年6月1日       | Zest          |                                          |                 |
| 山村櫻 （山村さくら）     |      | 2006年9月20日  | 11期     | 2024年5月20日      | Zest          | Twinkle前成員                            | -               |

#### Team KII
| 姓名          | 讀音 | 出生日期       | 加入期別 | 升格 正式成員 日期 | 所屬 經紀公司 | 附註／ 原屬分隊            | 總選舉 最佳名次 |
| ------------- | ---- | -------------- | -------- | ------------------ | ------------- | -------------------------- | --------------- |
| 荒野姫楓      |      | 2002年1月9日   | 9期      | 2020年3月1日       | Zest          |                            | -               |
| 池田楓        |      | 2000年7月5日   | 9期      | 2020年3月1日       | Zest          |                            | -               |
| 伊藤實希 （伊藤実希） |      | 2002年8月11日  | 10期     | 2022年1月15日      | Zest          | Team KII隊長               | -               |
| 井上瑠夏      |      | 2001年6月12日  | 8期      | 2017年10月5日      | Zest          |                            | -               |
| 奥野心羽      |      | 2005年2月20日  | 12期     | 2025年4月1日       | Zest          | SPL∞ASH前成員              | -               |
| 鎌田菜月      |      | 1996年8月29日  | 6期      | 2015年3月31日      | Zest          | SKE48最年長 Team KII副隊長 | 44              |
| 北川愛乃      |      | 2001年1月24日  | 8期      | 2017年10月5日      | Zest          | 前劇團SOLA成員             | -               |
| 佐藤佳穗 （） |      | 1997年5月16日  | 8期      | 2017年10月5日      | Zest          |                            | -               |
| 篠原京香      |      | 2004年6月3日   | 11期     | 2024年5月20日      | Zest          |                            | -               |
| 菅原茉椰      |      | 2000年1月10日  | 選秀 2期 | 2015年11月28日     | Zest          | 預定8月31日畢業            | 29              |
| 藤本冬香      |      | 1998年4月3日   | 9期      | 2020年10月10日     | Zest          | 預定9月30日畢業            | -               |
| 松本慈子      |      | 1999年11月19日 | 選秀 1期 | -                  | Zest          | 第一届选秀会议第一轮指名   | -               |

#### Team E
| 姓名            | 讀音 | 出生日期       | 加入期別 | 升格 正式成員 日期 | 所屬 經紀公司 | 附註／ 原屬分隊                      | 總選舉 最佳名次 |
| --------------- | ---- | -------------- | -------- | ------------------ | ------------- | ------------------------------------ | --------------- |
| 青海雛乃 （）   |      | 2000年11月2日  | 9期      | 2020年3月1日       | Zest          | 全球小分隊Quadlips成員               | -               |
| 青木莉樺        |      | 1999年9月2日   | 10期     | 2022年1月15日      | Zest          | Team E副隊長                         | -               |
| 赤堀君江        |      | 2002年1月21日  | 9期      | 2020年3月1日       | Zest          | Team E隊長                           | -               |
| 淺井裕華        |      | 2003年11月10日 | 7期      | 2016年11月20日     | Zest          | 表姐是木崎由里亞 （前SKE48→前AKB48） | -               |
| 井田玲音名      |      | 1998年12月3日  | 6期      | 2015年3月31日      | Zest          |                                      | -               |
| 太田彩夏        |      | 2000年8月17日  | 7期      | 2016年11月20日     | Zest          | 姐姐是NMB48的前成员太田里織菜          | -               |
| 大村杏          |      | 2005年9月20日  | 11期     | 2024年5月20日      | Zest          |                                      | -               |
| 河村優愛        |      | 2006年1月31日  | 12期     | 2025年4月1日       | Zest          |                                      |                 |
| 鈴木愛菜        |      | 2004年1月9日   | 9期      | 2020年10月10日     | Zest          |                                      | -               |
| 中坂美祐        |      | 2005年6月11日  | 9期      | 2020年10月10日     | Zest          |                                      | -               |
| 仲村和泉        |      | 2000年3月15日  | 8期      | 2018年5月1日       | Zest          |                                      | -               |
| 西井美櫻 （西井美桜）   |      | 2001年3月16日  | 10期     | 2022年1月15日      | Zest          |                                      | -               |
| 長谷川雅        |      | 2010年11月20日 | 12期     | 2025年6月1日       | Zest          |                                      | -               |
| 森本久瑠美 （森本くるみ） |      | 2007年9月3日   | 11期     | 2024年5月20日      | Zest          |                                      | -               |

### 研究生
| 姓名          | 讀音              | 出生日期       | 加入期別 | 所屬 經紀公司 | 附註        | 總選舉 最佳名次 |
| ------------- | ----------------- | -------------- | -------- | ------------- | ----------- | --------------- |
| 倉本羽菜      |                   | 2004年9月13日  | 12期     | Zest          |             | -               |
| 高村紗彌 （高村紗弥） |                   | 2004年7月4日   | 12期     | Zest          |             | -               |
| 南澤戀戀 （南澤恋々） |                   | 2007年10月26日 | 12期     | Zest          |             | -               |
| 太田愛惠      | おおた まなえ     | 2007年12月16日 | 13期     | Zest          |             | -               |
| 川村昇子      | かわむら しょうこ | 2007年9月15日  | 13期     | Zest          |             | -               |
| 久保田怜      | くぼた れい       | 2009年11月23日 | 13期     | Zest          |             | -               |
| 雲井紗菜      | くもい さな       | 2005年11月23日 | 13期     | Zest          |             | -               |
| 桒原椿        | くわはら つばき   | 2006年2月25日  | 13期     | Zest          |             | -               |
| 近藤海琴      | こんどう みこと   | 2003年11月25日 | 13期     | Zest          |             | -               |
| 櫻井愛莉咲    | さくらい ありさ   | 2003年11月7日  | 13期     | Zest          |             | -               |
| 佐佐木希美    | ささき のぞみ     | 2010年10月19日 | 13期     | Zest          |             | -               |
| 立花菖        | たちばな あやめ   | 2009年6月24日  | 13期     | Zest          |             | -               |
| 田村真悠      | たむら まゆ       | 2007年9月18日  | 13期     | Zest          |             | -               |
| 聖遙花        | ひじり はるか     | 2007年2月4日   | 13期     | Zest          |             | -               |
| 福原心春      | ふくはら こはる   | 2006年1月7日   | 13期     | Zest          |             | -               |
| 宮本倫花      | みやもと りんか   | 2007年9月10日  | 13期     | Zest          |             | -               |
| 横井志穗      | よこい しほ       | 2011年11月8日  | 13期     | Zest          | SKE48最年少 | -               |

### 前成員

#### 正规成員
| 姓名            | 讀音 | 出生日期       | 加入期別  | 畢業日期       | 最終 所屬 | 現所属 事務所             | 備註 | 總選舉 最高排名 |
| --------------- | ---- | -------------- | --------- | -------------- | --------- | ------------------------- | --- | --------------- |
| 鈴木绮罗 （鈴木きらら）   |      | 1993年7月31日  | 1期       | 2008年11月24日 | S         |                           | | -               |
| 高井月奈 （）   |      | 1995年7月6日   | 1期       | 2009年8月31日  | S         | 星塵傳播                  | 原為桃色幸運草成員 | -               |
| 前田榮子        |      | 1986年2月25日  | 2期       | 2009年11月29日 | KII       |                           | 移籍至SDN48 本名：手束真知子 舊藝名：原田桜怜、前田荣子                                                                        | -               |
| 市原佑梨        |      | 1987年5月15日  | 2期       | 2009年11月30日 | KII       | Discovery Entertainment   | | -               |
| 山下萌 （山下もえ）     |      | 1992年10月27日 | 1期       | 2009年12月25日 | S         | Verus Entertainment       | | -               |
| 新海里奈        |      | 1992年8月1日   | 1期       | 2010年5月8日   | 研究生    |                           | 前Team S 2010年4月1日降格 | -               |
| 森紗雪          |      | 1996年11月3日  | 1期       | 2010年5月8日   | 研究生    |                           | 前Team S 2010年4月1日降格 | -               |
| 松下唯          |      | 1988年7月25日  | 1期       | 2011年9月30日  | S         | Verus Entertainment       | | -               |
| 中村優花        |      | 1997年7月4日   | 4期       | 2011年12月31日 | E         |                           | | -               |
| 小野晴香        |      | 1987年11月24日 | 1期       | 2012年3月31日  | S         |                           | [ 55 ] [ 56 ] | -               |
| 間野春香        |      | 1995年4月27日  | 2期       | 2012年3月31日  | E         |                           | [ 57 ] [ 58 ] | -               |
| 山田惠里伽      |      | 1995年12月26日 | 3期       | 2012年3月31日  | E         | PKP                       | [ 57 ] [ 58 ] | -               |
| 若林倫香        |      | 1996年4月23日  | 2期       | 2012年7月31日  | KII       | PKP                       | | -               |
| 平田璃香子      |      | 1989年8月7日   | 1期       | 2012年12月1日  | S         |                           | 原為Team S隊長 | -               |
| 北原里英        |      | 1991年6月24日  | AKB48 5期 | 2013年4月28日  | S         | 太田製作                  | 在籍时为自AKB48 Team K兼任 後移籍至NGT48 2018年4月18日自NGT48畢業                                                              | 13              |
| 桑原瑞希 （桑原みずき）   |      | 1992年2月19日  | 1期       | 2013年5月6日   | S         | Big Papa                  | 本名桑原瑞希 | -               |
| 平松可奈子      |      | 1991年11月14日 | 1期       | 2013年5月6日   | S         |                           | | -               |
| 高田志織        |      | 1990年7月19日  | 1期       | 2013年5月6日   | S         |                           | 姐姐是高田彩奈（前AKB48） | -               |
| 矢神久美        |      | 1994年6月13日  | 1期       | 2013年5月6日   | S         | miraikuru                 | | 28              |
| 赤枝里里奈      |      | 1996年7月3日   | 2期       | 2013年5月6日   | KII       |                           | | -               |
| 小木曾汐莉      |      | 1992年9月15日  | 3期       | 2013年5月6日   | KII       |                           | | 32              |
| 上野圭澄        |      | 1994年6月29日  | 3期       | 2013年5月6日   | E         |                           | | -               |
| 原望奈美        |      | 1995年12月24日 | 4期       | 2013年5月6日   | E         |                           | | -               |
| 秦佐和子        |      | 1988年9月14日  | 3期       | 2013年5月6日   | KII       |                           | | 25              |
| 藤本美月        |      | 1995年9月21日  | 5期       | 2013年5月6日   | [ 註 3 ]  |                           | 請辭 | -               |
| 新土居沙也加    |      | 1994年2月21日  | 5期       | 2013年11月30日 | S         |                           | 畢業 | -               |
| 菅奈奈子 （）   |      | 1996年11月11日 | 5期       | 2014年2月23日  | E         |                           | avex artist academy出身 畢業                                                                                                   | -               |
| 佐藤聖羅        |      | 1992年4月30日  | 1期       | 2014年2月27日  | S         |                           | 畢業 | -               |
| 向田茉夏        |      | 1996年5月10日  | 2期       | 2014年3月23日  | S         |                           | 畢業 | 35              |
| 木崎由里亞 （木﨑ゆりあ） |      | 1996年2月11日  | 3期       | 2014年4月21日  | S         | Tristone                  | 移籍AKB48 2017年9月30日自AKB48畢業                                                                                             | 22              |
| 出口陽          |      | 1988年3月14日  | 1期       | 2014年4月29日  | S         |                           | 前AKB48研究生（4期） 畢業 | -               |
| 松本梨奈        |      | 1993年9月3日   | 2期       | 2014年4月29日  | KII       |                           | 毕业 | 41              |
| 井口栞里        |      | 1995年3月29日  | 2期       | 2014年4月29日  | E         |                           | 前Team KII 2010年12月6日研究生降格 畢業                                                                                        | -               |
| 金子栞          |      | 1995年6月13日  | 4期       | 2014年4月29日  | E         |                           | 畢業 | 62              |
| 鬼頭桃菜        |      | 1993年8月16日  | 2期       | 2014年4月29日  | E         |                           | 2010年12月6日降格為研究生 前Team S 畢業                                                                                        | -               |
| 大脇有紗        |      | 1999年4月1日   | 5期       | 2014年7月30日  | E         |                           | 畢業 | -               |
| 加藤智子        |      | 1987年4月28日  | 2期       | 2014年9月29日  | KII       | WIZARDRY Entertainment    | 畢業 |                 |
| 木下有希子      |      | 1993年12月20日 | 3期       | 2014年11月30日 | KII       | CENTRAL JAPAN             | 畢業 | 40              |
| 山田澪花        |      | 1995年7月28日  | 2期       | 2014年12月31日 | E         |                           | 父親是自行車競賽選手山田裕仁 畢業                                                                                              | -               |
| 水埜帆乃香      |      | 1995年9月1日   | 4期       | 2014年12月31日 | KII       | FITONE                    | Team E（松井） 畢業 | -               |
| 山田瑞穗 （山田みずほ）   |      | 1997年5月25日  | 5期       | 2015年1月31日  | KII       |                           | 畢業 | 54              |
| 岩永亞美        |      | 1994年5月10日  | 5期       | 2015年2月28日  | E         |                           | 畢業 | 46              |
| 佐藤實繪子      |      | 1986年6月24日  | 1期       | 2015年3月31日  | S         | CENTRAL JAPAN             | 曾任Team S副隊長 曾是SKE48及48集團最年長 2009年2月14日被降格為研究生 畢業                                                      | -               |
| 中西優香        |      | 1989年1月24日  | 1期       | 2015年3月31日  | S         |                           | 前AKB48研究生（4期） 曾任Team S隊長 曾任SKE48總隊長（第一任） 畢業                                                             | 63              |
| 古川愛李        |      | 1989年12月13日 | 2期       | 2015年3月31日  | KII       |                           | 曾任Team KII隊長 舊藝名：春川瑠花 畢業                                                                                         | 27              |
| 小林亞實        |      | 1993年1月12日  | 4期       | 2015年3月31日  | E         | PKP                       | 畢業 | 47              |
| 山田菜菜        |      | 1992年4月3日   | NMB48 1期 | 2015年4月3日   | KII       | Showtitle                 | 在籍时自NMB48 Team M兼任 本名及舊藝名：中山菜菜 因自NMB48畢業而终止兼任                                                        | 28              |
| 阿比留李帆      |      | 1993年7月17日  | 2期       | 2015年4月30日  | KII       |                           | 畢業 | 74              |
| 渡邊美優紀      |      | 1993年9月19日  | NMB48 1期 | 2015年5月21日  | S         | roundcell                 | 在籍时为自NMB48 Team BII兼任 後兼任AKB48 Team B 2016年8月9日自NMB48畢業                                                        | 12              |
| 田中菜津美      |      | 2000年8月10日  | HKT48 1期 | 2015年5月28日  | S         | -                         | 在籍时为自HKT48 Team H兼任 2020年1月11日自HKT48畢業                                                                            | -               |
| 松井玲奈        |      | 1991年7月27日  | 1期       | 2015年8月31日  | E         | Grick                     | 曾兼任乃木坂46（交換留學生） 畢業                                                                                              | 5               |
| 神門沙樹        |      | 1996年1月29日  | 選秀 1期  | 2015年11月19日 | KII       | -                         | 畢業 | -               |
| 磯原杏華        |      | 1996年8月8日   | 2期       | 2016年1月31日  | E         | BOX CORPORATION           | 畢業 | 44              |
| 梅本圓 （梅本まどか）     |      | 1992年7月17日  | 4期       | 2016年2月29日  | E         | Mousa                     | 毕业 | 39              |
| 小石公美子      |      | 1995年8月4日   | 選秀 1期  | 2016年2月29日  | E         |                           | 毕业 | -               |
| 宮澤佐江        |      | 1990年8月13日  | AKB48 2期 | 2016年3月31日  | S         | Horipro                   | 曾兼任SNH48 Team SII 原AKB48 畢業                                                                                              | 8               |
| 山下由加里 （山下ゆかり） |      | 1996年3月12日  | 4期       | 2016年3月31日  | KII       |                           | 毕业 | -               |
| 加藤琉美 （加藤るみ）   |      | 1995年3月9日   | 2期       | 2016年5月31日  | E         | Sun Music                 | 毕业 | 62              |
| 柴田阿弥        |      | 1993年4月1日   | 4期       | 2016年8月31日  | E         | cent. Force               | 畢業 | 15              |
| 宮前杏實 （宮前杏実）   |      | 1997年9月9日   | 5期       | 2016年9月30日  | S         | Three Ace Style Pro       | 畢業 最終握手会12月17日 | 45              |
| 矢方美紀        |      | 1992年6月29日  | 3期       | 2017年2月28日  | S         |                           | 畢業 原Team S隊長 Team KII（初代） 2月26日畢業公演                                                                             | 62              |
| 野口由芽        |      | 1998年4月17日  | 6期       | 2017年2月28日  | S         |                           | 畢業 | 85              |
| 東李苑          |      | 1996年11月13日 | 6期       | 2017年3月31日  | S         |                           | 48集團及SKE48内升格最快 的研究生（公布后44天） 前4期生 畢業                                                                    | 61              |
| 酒井萌衣        |      | 1997年12月13日 | 4期       | 2017年3月31日  | E         |                           | 畢業 | 63              |
| 竹內舞          |      | 1993年8月31日  | 4期       | 2017年5月31日  | S         |                           | Team E（初代） Team KII（高柳） 畢業                                                                                           | 54              |
| 石田安奈        |      | 1996年5月27日  | 2期       | 2017年5月31日  | KII       | Horipro                   | Team KII（初代） Team S（中西） 曾兼任AKB48 Team B 畢業                                                                        | 77              |
| 二村春香        |      | 1996年5月14日  | 5期       | 2017年7月31日  | S         |                           | Team KII（高柳） 畢業 | 34              |
| 大矢真那        |      | 1990年11月6日  | 1期       | 2017年11月30日 | S         | SAN OFFICE                | 11月29日畢業公演 | 20              |
| 木本花音        |      | 1997年8月11日  | 4期       | 2017年12月1日  | E         |                           | 曾兼任HKT48 Team KIV 當日畢業公演                                                                                              | 31              |
| 後藤理沙子      |      | 1997年5月29日  | 3期       | 2017年12月31日 | S         | CENTRAL JAPAN             | Team KII（高柳） 畢業 | 52              |
| 佐藤堇 （佐藤すみれ）     |      | 1993年11月20日 | AKB48 7期 | 2017年12月31日 | E         | -                         | 原AKB48 Team B（柏木） 原AKB48 Team A（横山） 2018年1月7日最終握手會                                                           | 31              |
| 高寺沙菜        |      | 1999年11月15日 | 選秀 1期  | 2018年1月31日  | E         | -                         | 第一屆選秀會議第二輪指名 畢業                                                                                                  | -               |
| 市野成美        |      | 1999年4月14日  | 5期       | 2018年3月31日  | E         | -                         | 3月27日畢業公演 | 99              |
| 高塚夏生        |      | 2000年8月29日  | 選秀 1期  | 2018年4月30日  | KII       | -                         | 第一屆選秀會議第二輪指名 畢業                                                                                                  | -               |
| 犬塚朝奈 （犬塚あさな）   |      | 1994年3月19日  | 4期       | 2018年7月1日   | S         | 舞夢製作                  | 原Team S副隊長 當日畢業公演 | -               |
| 矢作有紀奈      |      | 1995年3月13日  | 8期       | 2018年11月10日 | KII       | -                         | 妹妹是矢作萌夏（原AKB48） 旧艺名：矢作Yukina（矢作ゆきな） 曾隸屬凱特雅傳播（Cattleya promotion） Le Petite Fleurie的前成员 當日畢業公演 | -               |
| 町音葉          |      | 2001年11月6日  | 7期       | 2018年11月30日 | S         | -                         | 畢業 | -               |
| 一色嶺奈        |      | 2002年2月15日  | 選秀 2期  | 2018年12月28日 | S         | -                         | 第二屆選秀會議第二輪指名 前打工AKB 畢業                                                                                        | 56              |
| 山田樹奈        |      | 1998年5月25日  | 6期       | 2019年1月31日  | S         | -                         | 畢業 | -               |
| 小畑優奈        |      | 2001年12月18日 | 7期       | 2019年3月31日  | KII       | -                         | 畢業 | 34              |
| 岡田美紅        |      | 1997年11月13日 | 8期       | 2019年4月30日  | S         | -                         | 畢業 | 78              |
| 白雪希明        |      | 1998年8月30日  | 8期       | 2019年4月30日  | E         | -                         | 畢業 | -               |
| 松村香織        |      | 1990年1月17日  | 3期       | 2019年5月2日   | KII       | -                         | 曾有終身名譽研究生称号 曾任AKB48研究生會會長 SKE48及48集團最年長 當日畢業公演                                                  | 13              |
| 内山命          |      | 1995年11月14日 | 2期       | 2019年5月31日  | KII       | -                         | 前Team KII副隊長 Team E（初代） 2010年12月6日降格為研究生 畢業                                                                 | 42              |
| 高木由麻奈      |      | 1993年8月23日  | KII       | 2019年5月31日  | 4期       | -                         | Team E（初代） 畢業 | -               |
| 北川綾巴        |      | 1998年10月9日  | 6期       | 2019年9月30日  | S         | -                         | 前Team S隊長 曾兼任AKB48 Team 4 畢業                                                                                           | 27              |
| 後藤樂樂        |      | 2000年7月23日  | 7期       | 2019年9月30日  | E         | Cent. Force sprout        | 畢業 | 46              |
| 野野垣美希 （野々垣美希） |      | 1999年10月7日  | 8期       | 2019年11月30日 | E         | -                         | 畢業 | -               |
| 大芝凛華 （大芝りんか）   |      | 2001年10月29日 | 8期       | 2020年11月30日 | KII       | -                         | 畢業 | -               |
| 白井友紀乃      |      | 2000年9月28日  | 9期       | 2020年12月31日 | KII       | -                         | 妹妹為Team KII白井琴望 畢業 | -               |
| 片岡成美        |      | 2003年3月13日  | 7期       | 2021年1月20日  | KII       | -                         | 畢業 | -               |
| 白井琴望        |      | 2002年12月1日  | 選秀 2期  | 2021年1月31日  | KII       | -                         | 姐姐為白井友紀乃 1月27日畢業公演                                                                                               | -               |
| 西滿里奈        |      | 2000年1月16日  | 選秀 3期  | 2021年3月31日  | E         | -                         | 第三屆選秀會議Team E第一輪指名 3月25日畢業公演                                                                                 | -               |
| 平田詩奈        |      | 1999年8月22日  | 選秀 3期  | 2021年3月31日  | E         | -                         | 第三屆選秀會議Team E第二輪指名 3月26日畢業公演                                                                                 | -               |
| 松井珠理奈      |      | 1997年3月8日   | 1期       | 2021年4月30日  | S         | Iriving                   | 曾兼任AKB48 Team K 4月29日畢業公演                                                                                             | 1               |
| 高柳明音        |      | 1991年11月29日 | 2期       | 2021年4月30日  | KII       | 愛貝克思娛樂              | 前隊長 曾兼任NMB48 Team BII 4月26－27日畢業公演                                                                                | 14              |
| 竹内彩姫        |      | 1999年11月24日 | 6期       | 2021年5月31日  | KII       | -                         | 畢業 | 31              |
| 石川花音        |      | 1997年12月19日 | 9期       | 2021年5月31日  | E         | -                         | 畢業 | -               |
| 野島樺乃        |      | 2001年9月6日   | 7期       | 2021年6月30日  | S         | -                         | 畢業 | -               |
| 惣田紗莉渚      |      | 1993年1月18日  | 選秀 1期  | 2021年6月30日  | KII       | -                         | 畢業 | 8               |
| 山内鈴蘭        |      | 1994年12月8日  | AKB48 9期 | 2021年11月30日 | S         | 堀製作                    | 畢業 原AKB48 Team 4（初代） 原AKB48 Team B（梅田）                                                                             | 36              |
| 杉山愛佳        |      | 2002年3月5日   | 7期       | 2021年12月31日 | S         | -                         | [ 145 ] | 110             |
| 深井願 （深井ねがい）     |      | 2003年1月16日  | 8期       | 2022年1月31日  | E         | iLink                     | 畢業 | -               |
| 五十嵐早香      |      | 2001年9月19日  | 10期      | 2022年2月28日  | KII       | Zest                      | 畢業 | -               |
| 大場美奈        |      | 1992年4月3日   | AKB48 9期 | 2022年5月21日  | KII       | Japan Music Entertainment | 畢業 Team KII隊長 原AKB48 Team 4（初代） 原AKB48 Team B（梅田） 2014年4月25日AKB48 Team B兼任解除                              | 8               |
| 古畑奈和        |      | 1996年9月15日  | 5期       | 2022年9月30日  | KII       | Zest                      | Team E（初代、松井） 曾兼任AKB48 Team A及Team K 畢業                                                                           | 14              |
| 須田亞香里      |      | 1991年10月31日 | 3期       | 2022年11月1日  | E         | TWIN PLANET               | 畢業 Team E隊長 Team S（初代） Team KII（高柳）                                                                                | 2               |
| 田邊美月 （田辺美月）   |      | 2001年1月2日   | 9期       | 2023年2月28日  | E         | -                         | 畢業 | -               |
| 石塚美月        |      | 2002年12月2日  | 10期      | 2023年3月31日  | S         | -                         | 畢業 | -               |
| 都築里佳        |      | 1995年11月8日  | 4期       | 2023年3月31日  | S         | Sun Music名古屋           | 畢業 Team E（初代） | -               |
| 杉山歩南        |      | 2006年7月22日  | 10期      | 2023年6月30日  | S         | -                         | 畢業 | -               |
| 平野百菜        |      | 2006年9月5日   | 9期       | 2023年6月30日  | S         | -                         | 畢業 | -               |
| 日高優月        |      | 1998年4月1日   | 6期       | 2023年10月31日 | KII       | -                         | 畢業 | 76              |
| 江籠裕奈        |      | 2000年3月29日  | 5期       | 2023年12月31日 | KII       | Zest                      | Team S（中西） 畢業 | 35              |
| 大谷悠妃        |      | 2004年7月29日  | 選秀3期   | 2024年1月31日  | S         | -                         | 畢業 第三屆選秀會議第二輪指名                                                                                                  | -               |
| 竹内奈奈未 （竹内ななみ） |      | 2001年2月24日  | 9期       | 2024年1月31日  | S         | -                         | 畢業 | -               |
| 谷真理佳        |      | 1996年1月5日   | HKT48 2期 | 2024年3月31日  | E         | Zest                      | 畢業 原HKT48 2014年4月25日移籍                                                                                                 | 23              |
| 福士奈央        |      | 1999年4月23日  | 選秀 1期  | 2024年4月30日  | E         | -                         | 畢業 Team E副隊長 第一屆選秀會議第三輪指名                                                                                     | -               |
| 川嶋美晴        |      | 2002年12月17日 | 9期       | 2024年6月30日  | KII       | -                         | 畢業 | -               |
| 北野瑠華        |      | 1999年5月25日  | 6期       | 2024年6月30日  | KII       | -                         | 前副隊長 畢業 | 93              |
| 髙畑結希        |      | 1995年7月18日  | 7期       | 2024年6月30日  | E         | -                         | 畢業 | 68              |
| 林美澪          |      | 2009年3月10日  | 10期      | 2024年8月31日  | E         | -                         | 畢業 | -               |
| 水野愛理        |      | 2002年9月21日  | 選秀 2期  | 2024年9月30日  | KII       | -                         | 第二屆選秀會議第一輪指名 畢業                                                                                                  | 93              |
| 青木詩織        |      | 1996年4月22日  | 6期       | 2024年11月30日 | KII       | -                         | 副隊長 畢業 | 80              |
| 齊藤真木子      |      | 1994年6月28日  | 2期       | 2024年12月31日 | E         | -                         | 畢業 SKE48總隊長 SKE48劇場經理 Team E（初代） Team S（中西） 2010年12月6日降格為研究生 2012年8月29日升格                       | 42              |
| 鬼頭未來 （鬼頭未来）   |      | 2003年8月1日   | 10期      | 2025年2月28日  | S         | -                         | 畢業 | -               |
| 鈴木愛來        |      | 2006年10月31日 | 12期      | 2025年2月28日  | KII       | -                         | 畢業 | -               |
| 末永櫻花        |      | 2002年2月26日  | 7期       | 2025年2月28日  | E         | -                         | 畢業 | 45              |
| 荒井優希        |      | 1998年5月7日   | 選秀 1期  | 2025年3月31日  | KII       | -                         | 第一届选秀会议第四轮指名 畢業                                                                                                  | 28              |
| 岡本彩夏        |      | 2002年8月12日  | 9期       | 2025年3月31日  | KII       | -                         | 畢業 | -               |
| 澤田奏音        |      | 2004年5月12日  | 10期      | 2025年6月30日  | KII       | -                         | 畢業 | -               |
| 上村亚柚香      |      | 2004年1月27日  | 選秀 2期  | 2025年6月30日  | E         | -                         | 畢業 副隊長 第二屆選秀會議第一輪指名                                                                                           | -               |

#### 前研究生、候補生
| 姓名            | 讀音 | 出生日期       | 加入期別 | 畢業日期          | 現所属 事務所                     | 備註                                   | 總選舉 最高排名 |
| --------------- | ---- | -------------- | -------- | ----------------- | --------------------------------- | -------------------------------------- | --------------- |
| 稻垣保奈美 （稻垣ほなみ） |      | 1989年3月25日  | 1期      | 2009年4月30日     | -                                 |                                        | -               |
| 尾關希日 （尾關きはる）   |      | 1994年12月24日 | 1期      | 2009年4月30日     | -                                 | 本名：備前希日                         | -               |
| 若生純奈        |      | 1990年1月25日  | 2期候補  | 2009年4月25日以前 | -                                 |                                        | -               |
| 齋藤優菜        |      | 1992年9月9日   | 2期候補  | 2009年5月25日以前 | -                                 | 前Toyota Office所屬                    | -               |
| 柴木愛子        |      | 1990年10月18日 | 1期      | 2009年7月末       | -                                 | 8月16日正式發表                        | -               |
| 大島風薰        |      | 1995年12月2日  | 2期      | 2009年9月30日     | -                                 |                                        | -               |
| 林星香          |      | 1996年11月21日 | 2期      | 2009年9月30日     | -                                 |                                        | -               |
| 前川愛佳        |      | 1997年3月11日  | 1期      | 2009年9月30日     | -                                 | 10月6日於公演中報告                    | -               |
| 橋本步 （橋本あゆみ）     |      | 1989年2月5日   | 2期      | 2009年11月30日    | -                                 |                                        | -               |
| 柳瀬愛子        |      | 1993年5月18日  | 3期      | 2009年12月9日     | espromotion axone（梁瀬愛子名義） | 解除契約                               | -               |
| 半田禮音        |      | 1993年1月18日  | 3期      | 2010年5月8日      | -                                 |                                        | -               |
| 野野山茉琳      |      | 1994年1月31日  | 4期      | 2011年2月23日     | -                                 |                                        | -               |
| 今出舞          |      | 1993年6月12日  | 3期      | 2012年5月31日     | PKP                               |                                        | -               |
| 宮脇理子        |      | 1995年8月18日  | 6期      | 2013年3月10日     | -                                 | 請辭                                   | -               |
| 小林繪未梨      |      | 1994年4月14日  | 4期      | 2013年5月6日      | -                                 | 畢業                                   | -               |
| 伊藤茜          |      | 1997年11月4日  | 6期      | 2013年5月9日      | -                                 | 請辭                                   | -               |
| 日置實希        |      | 1992年10月14日 | 5期      | 2013年6月1日      | -                                 | 請辭                                   | -               |
| 北原侑奈        |      | 1998年1月12日  | 6期      | 2013年11月22日    | CaliCom                           | 請辭                                   | -               |
| 矢野杏月        |      | 1996年11月30日 | 6期      | 2014年2月23日     | -                                 | 請辭                                   | -               |
| 山本由香        |      | 1995年9月17日  | 6期      | 2014年3月22日     | -                                 | 畢業                                   | -               |
| 折户愛彩        |      | 1998年6月16日  | 6期      | 2014年4月29日     | -                                 | 畢業                                   | -               |
| 空美夕日        |      | 1999年7月6日   | 6期      | 2014年5月31日     | -                                 | 畢業                                   | -               |
| 後藤真由子      |      | 1996年5月31日  | 6期      | 2014年7月29日     | -                                 | 畢業                                   | -               |
| 佐佐木柚香      |      | 1996年9月3日   | 6期      | 2015年2月28日     | -                                 | 畢業                                   | -               |
| 荻野利沙        |      | 1996年1月28日  | 5期      | 2015年3月31日     | -                                 | 2012年12月－2013年4月19日停止活動 畢業 | -               |
| 辻希美 （辻のぞみ）     |      | 1996年5月16日  | 7期      | 2015年11月30日    | -                                 | 請辭                                   | -               |
| 村井純奈        |      | 2000年1月8日   | 7期      | 2016年9月30日     | -                                 | 畢業 最終握手会2016年12月17日          | -               |
| 川崎成美        |      | 1997年11月27日 | 7期      | 2016年12月31日    | 名古屋美少女工廠                  | 畢業 最終握手會2017年1月8日            | -               |
| 小林佳乃        |      | 1997年12月28日 | 8期      | 2017年1月16日     | -                                 | 請辭                                   | -               |
| 川合杏奈        |      | 1999年3月20日  | 8期      | 2017年4月12日     | -                                 | 請辭 當日退出第9屆選拔總選舉           | -               |
| 石川咲姫        |      | 2001年5月5日   | 8期      | 2018年6月26日     | -                                 | 畢業                                   | -               |
| 上妻穗乃香 （上妻ほの香） |      | 2004年11月19日 | 選秀 3期 | 2018年6月26日     | SAKURA entertainment              | 第三屆選秀會議Team S第一輪指名 畢業    | -               |
| 渥美彩羽        |      | 2002年3月19日  | 8期      | 2018年7月31日     | -                                 | 畢業                                   | -               |
| 和田愛菜        |      | 2000年2月28日  | 7期      | 2018年8月31日     | -                                 | 畢業                                   | -               |
| 森平莉子        |      | 2000年11月24日 | 8期      | 2018年9月30日     | -                                 | 畢業                                   | -               |
| 安達玲奈        |      | 2002年8月7日   | 9期      | 2019年1月4日      | -                                 | 請辭                                   | -               |
| 大場紗也加      |      | 1998年3月11日  | 9期      | 2019年5月13日     | -                                 | 畢業                                   | -               |
| 杉山菜田        |      | 2003年11月4日  | 9期      | 2019年6月30日     | -                                 | 畢業                                   | -               |
| 大橋真子        |      | 2004年5月24日  | 9期      | 2020年9月30日     | -                                 | 畢業                                   | -               |
| 木内俐椛子      |      | 2002年3月14日  | 10期     | 2020年10月20日    | -                                 | 畢業                                   | -               |
| 加藤結          |      | 2001年7月17日  | 10期     | 2020年12月31日    | -                                 | 畢業                                   | -               |
| 脇田葵          |      | 2008年11月7日  | 11期     | 2022年4月30日     | -                                 | 請辭                                   |                 |
| 加藤皐生        |      | 2010年5月27日  | 12期     | 2024年11月30日    | -                                 | 請辭                                   |                 |

## 成員構成推移年表

### 成員構成推移
SKE48至今舉辦了12場甄選會。全體成員中只有中西優香与大场美奈、山內鈴蘭、佐藤堇、谷真理佳不是經SKE48的甄選會加入。
| 日期     | 事件 | 增減   | 合計   | 合計   | Team別 | Team別 | Team別 | Team別 | 加入期別 人数変動                                                       |
| 日期     | 事件 | 增減   | 全     | 正     | S      | KII    | E      | 研     | 加入期別 人数変動                                                       |
| 2008年   | 2008年 | 2008年 | 2008年 | 2008年 | 2008年 | 2008年 | 2008年 | 2008年 | 2008年                                                                  |
| -------- | --- | ------ | ------ | ------ | ------ | ------ | ------ | ------ | ----------------------------------------------------------------------- |
| 7月30日  | 第1期生選拔會選出合格者22名 | +22    | 22     |        |        |        |        |        | 1期生22人                                                               |
| 8月23日  | SKE48成立 中西優香從AKB48移籍 | +1     | 23     |        |        |        |        |        | 1期生22人→23人                                                          |
| 10月5日  | 1st公演初日 |        | 23     | 16     | 16     |        |        | 7      |                                                                         |
| 11月24日 | 1st選抜鈴木绮罗畢業 | -1     | 22     | 15     | 15     |        |        | 7      | 1期生23人→22人                                                          |
| 11月29日 | 平松可奈子於選抜中昇格 |        | 22     | 16     | 16     |        |        | 6      |                                                                         |
| 2009年   | |        |        |        |        |        |        |        |                                                                         |
| 2月14日  | 2nd公演初日 森紗雪於選抜中昇格 佐藤實繪子降格 |        | 22     | 16     | 16     |        |        | 6      |                                                                         |
| 3月      | 選拔成員組成的Team S正式營運 |        | 22     | 16     | 16     |        |        | 6      |                                                                         |
| 4月14日  | 公布Team KII候補生（2期生）成員 | +24    | 46     | 16     | 16     | 24     |        | 6      | 2期生24人                                                               |
| 4月25日  | 2期生若生純奈請辭 | -1     | 45     | 16     | 16     | 23     |        | 6      | 2期生24人→23人                                                          |
| 4月30日  | 研究生稻垣保奈美、尾關希日畢業 | -2     | 43     | 16     | 16     | 23     |        | 4      | 1期生22人→20人                                                          |
| 5月25日  | Team KII正式組成 佐藤實繪子、佐藤聖羅Team KII昇格 2期生齋藤優菜請辭 | -1     | 42     | 32     | 16     | 16     |        | 10     | 2期生23人→22人                                                          |
| 8月17日  | 研究生柴木愛子畢業 | -1     | 41     | 32     | 16     | 16     |        | 9      | 1期生20人→19人                                                          |
| 8月31日  | Team S高井月奈畢業 | -1     | 40     | 31     | 15     | 16     |        | 9      | 1期生19人→18人                                                          |
| 9月30日  | 研究生大島風薫、林星香、前川愛佳畢業 | -3     | 37     | 31     | 15     | 16     |        | 6      | 1期生18人→17人 2期生22人→20人                                           |
| 11月14日 | 公布第3期研究生成員 | +13    | 50     | 31     | 15     | 16     |        | 19     | 3期生13人                                                               |
| 11月29日 | Team KII前田榮子畢業及移籍SDN48 | -1     | 49     | 30     | 15     | 15     |        | 19     | 2期生20人→19人                                                          |
| 11月30日 | Team KII市原佑梨、研究生橋本步畢業 | -2     | 47     | 29     | 15     | 14     |        | 18     | 2期生19人→17人                                                          |
| 12月6日  | 若林倫香Team KII昇格 |        | 47     | 30     | 15     | 15     |        | 17     |                                                                         |
| 12月9日  | 研究生柳瀬愛子解除契約 | -1     | 46     | 30     | 15     | 15     |        | 16     | 3期生13人→12人                                                          |
| 12月25日 | Team S山下萌畢業 | -1     | 45     | 29     | 14     | 15     |        | 16     | 1期生17人→16人                                                          |
| 2010年   | |        |        |        |        |        |        |        |                                                                         |
| 2月25日  | 小木曽汐莉昇格編入Team KII |        | 45     | 30     | 14     | 16     |        | 15     |                                                                         |
| 2月27日  | 木下有希子、須田亚香里昇格編入Team S |        | 45     | 32     | 16     | 16     |        | 13     |                                                                         |
| 4月1日   | Team S新海里奈、森紗雪研究生降格 |        | 45     | 30     | 14     | 16     |        | 15     |                                                                         |
| 5月8日   | 研究生新海里奈、半田禮音、森紗雪畢業 | -3     | 42     | 30     | 14     | 16     |        | 12     | 1期生16人→14人 3期生12人→11人                                           |
| 6月23日  | 木崎由里亚Team S昇格 |        | 42     | 31     | 15     | 16     |        | 11     |                                                                         |
| 8月21日  | 加藤琉美Team S昇格 |        | 42     | 32     | 16     | 16     |        | 10     |                                                                         |
| 10月5日  | 公布第4期研究生成員 | +16    | 58     | 32     | 16     | 16     |        | 26     | 4期生16人                                                               |
| 12月6日  | Team E結成 研究生阿比留李帆、後藤理沙子、秦佐和子、矢方美紀昇格編入Team KII Team KII井口栞里、内山命、鬼頭桃菜、齊藤真木子降格為研究生 |        | 58     | 48     | 16     | 16     | 16     | 10     |                                                                         |
| 2011年   | |        |        |        |        |        |        |        |                                                                         |
| 2月23日  | 研究生野野山茉琳畢業 | -1     | 57     | 48     | 16     | 16     | 16     | 9      | 4期生16人→15人                                                          |
| 9月30日  | Team S松下唯畢業 | -1     | 56     | 47     | 15     | 16     | 16     | 9      | 1期生14人→13人                                                          |
| 11月27日 | 公布第5期研究生成員 | +13    | 69     | 47     | 15     | 16     | 16     | 22     | 5期生13人                                                               |
| 12月31日 | Team E中村優花畢業 | -1     | 68     | 46     | 15     | 16     | 15     | 22     | 4期生15人→14人                                                          |
| 2012年   | |        |        |        |        |        |        |        |                                                                         |
| 3月31日  | Team S小野晴香、Team E間野春香、山田恵里伽畢業 | -3     | 65     | 43     | 14     | 16     | 13     | 22     | 1期生13人→12人 2期生17人→16人 3期生11人→10人                            |
| 5月31日  | 研究生今出舞畢業 | -1     | 64     | 43     | 14     | 16     | 13     | 21     | 3期生10人→9人                                                           |
| 7月31日  | Team KII若林倫香畢業 | -1     | 63     | 42     | 14     | 15     | 13     | 21     | 2期生16人→15人                                                          |
| 8月24日  | AKB48 Team K北原里英SKE48兼任開始 | +1     | 64     | 43     | 14     | 15     | 13     | 21     |                                                                         |
| 8月29日  | 研究生鬼頭桃菜、菅奈奈子昇格Team S 研究生井口栞里昇格Team KII 研究生内山命、斉藤真木子、古畑奈和昇格Team E |        | 64     | 49     | 16     | 16     | 16     | 15     |                                                                         |
| 11月30日 | Team S平田璃香子畢業 | -1     | 63     | 48     | 15     | 16     | 16     | 15     | 1期生12人→11人                                                          |
| 2013年   | |        |        |        |        |        |        |        |                                                                         |
| 1月29日  | 北原里英Team S所属发表 |        | 63     | 48     | 16     | 16     | 16     | 15     |                                                                         |
| 2月28日  | 公布第6期研究生成員 | +20    | 83     | 48     | 16     | 16     | 16     | 35     | 6期生20人                                                               |
| 3月10日  | 研究生宫脇理子請辭 | -1     | 82     | 48     | 16     | 16     | 16     | 34     | 6期生20人→19人                                                          |
| 4月17日  | 研究生東李苑、市野成美、岩永亞美、江籠裕奈、新土居沙也加、 二村春香、水埜帆乃香、宮前杏実、藤本美月昇格 |        | 82     | 57     | 16     | 16     | 16     | 25     |                                                                         |
| 4月28日  | Team S北原里英兼任解除 AKB48 Team B大場美奈兼任開始 |        | 82     | 57     | 15     | 16     | 16     | 25     |                                                                         |
| 5月6日   | Team S矢神久美、桑原瑞希、高田志織、平松可奈子畢業 Team KII秦佐和子、赤枝里里奈、小木曽汐莉畢業 Team E上野圭澄、原望奈美畢業 研究生小林繪未梨畢業 升格成员藤本美月辭退                                                                           | -11    | 71     | 46     | 11     | 13     | 14     | 25     | 1期生11人→7人 2期生15人→14人 3期生9人→6人 4期生14人→12人 5期生13人→12人 |
| 5月9日   | 研究生伊藤茜請辭 | -1     | 70     | 47     | 11     | 13     | 14     | 31     | 6期生19人→18人                                                          |
| 6月1日   | 研究生日置實希畢業 | -1     | 69     | 47     | 11     | 13     | 14     | 30     | 5期生12人→11人                                                          |
| 7月17日  | 新体制施行 |        | 69     | 47     | 16     | 15     | 16     | 22     |                                                                         |
| 10月26日 | 研究生山田瑞穗昇格Team KII |        | 69     | 48     | 16     | 16     | 16     | 21     |                                                                         |
| 11月22日 | 研究生北原侑奈請辭 | -1     | 68     | 48     | 16     | 16     | 16     | 20     | 6期生18人→17人                                                          |
| 11月30日 | Team S新土居沙也加請辭 | -1     | 67     | 47     | 15     | 16     | 16     | 20     | 5期生11人→10人                                                          |
| 2014年   | |        |        |        |        |        |        |        |                                                                         |
| 2月23日  | Team E菅奈奈子、研究生矢野杏月請辭 | -2     | 65     | 46     | 15     | 16     | 15     | 19     | 5期生10人→9人 6期生17人→16人                                            |
| 2月24日  | 研究生大脇有紗、北川綾巴、北野瑠華、熊崎晴香、日高優月昇格 |        | 65     | 51     | 15     | 16     | 15     | 14     |                                                                         |
| 2月26日  | 选秀生小石公美子、髙寺沙菜、福士奈央正式公布 | +3     | 68     | 54     | 15     | 16     | 18     | 14     |                                                                         |
| 2月27日  | Team S佐藤聖羅毕业 | -1     | 67     | 53     | 14     | 16     | 18     | 14     | 1期生7人→6人                                                            |
| 3月11日  | 选秀生松本慈子、神門沙樹、髙塚夏生、荒井優希、惣田紗莉渚正式公布 | +5     | 72     | 58     | 15     | 20     | 18     | 14     | 選秀1期生3人→8人                                                        |
| 3月22日  | 研究生山本由香請辭 | -1     | 71     | 58     | 15     | 20     | 18     | 13     | 6期生16人→15人                                                          |
| 3月23日  | Team S向田茉夏毕业 | -1     | 70     | 57     | 14     | 20     | 18     | 13     | 2期生15人→14人                                                          |
| 4月24日  | Team S木崎由里亚移籍至AKB48 | -1     | 69     | 56     | 13     | 20     | 18     | 13     | 3期生6人→5人                                                            |
| 4月25日  | 新体制施行 山内鈴蘭自AKB48移籍至Team S 佐藤堇自AKB48移籍至Team E 谷真理佳自HKT48移籍至Team E 大場美奈自AKB48完全移籍 NMB48 Team BII渡邊美優紀、HKT48 Team H田中菜津美、SNH48 Team SII宮澤佐江開始兼任Team S NMB48 Team M山田菜菜開始兼任Team KII | +7     | 76     | 63     | 18     | 22     | 23     | 13     |                                                                         |
| 4月29日  | Team S出口陽、Team KII松本梨奈 Team E井口栞里、金子栞、鬼頭桃菜、研究生折戸愛彩毕业 | -6     | 70     | 58     | 17     | 21     | 20     | 12     | 1期生6人→5人 2期生13人→10人 4期生12人→11人 6期生15人→14人               |
| 5月31日  | 研究生空美夕日毕业 | -1     | 69     | 58     | 17     | 21     | 20     | 11     | 6期生14人→13人                                                          |
| 7月29日  | 研究生後藤真由子毕业 | -1     | 68     | 58     | 17     | 21     | 20     | 10     | 6期生13人→12人                                                          |
| 7月30日  | Team E大脇有紗毕业 | -1     | 67     | 57     | 17     | 21     | 19     | 10     | 5期生9人→8人                                                            |
| 8月4日   | 研究生犬塚朝奈、野口由芽昇格Team S |        | 67     | 59     | 19     | 21     | 19     | 8      |                                                                         |
| 9月29日  | Team KII加藤智子毕业 | -1     | 66     | 58     | 19     | 20     | 19     | 8      | 2期生10人→9人                                                           |
| 11月30日 | Team KII木下有希子毕业 | -1     | 65     | 57     | 19     | 19     | 19     | 8      | 3期生5人→4人                                                            |
| 12月31日 | Team KII水埜帆乃香、Team E山田澪花畢業 | -2     | 63     | 55     | 19     | 18     | 18     | 8      | 2期生9人→8人 4期生11人→10人                                             |
| 2015年   | |        |        |        |        |        |        |        |                                                                         |
| 1月31日  | Team KII山田瑞穗畢業 | -1     | 62     | 54     | 19     | 17     | 18     | 8      | 5期生8人→7人                                                            |
| 2月28日  | Team E岩永亞美、研究生佐佐木柚香畢業 | -2     | 60     | 53     | 19     | 17     | 17     | 7      | 5期生7人→6人 6期生12人→11人                                             |
| 3月15日  | 公布第7期研究生成員 | +15    | 75     | 53     | 19     | 17     | 17     | 22     | 7期生15人                                                               |
| 3月28日  | 研究生松村香织升格 |        | 75     | 54     | 19     | 17     | 17     | 21     |                                                                         |
| 3月31日  | 研究生山田树奈升格Team S 研究生青木诗织、竹内彩姫昇格編入Team KII 松村香织正式配属Team KII 研究生井田玲音名、镰田菜月升格Team E Team S中西优香、佐藤實繪子、Team KII古川爱李、Team E小林亚实、研究生荻野利沙毕业                                 | -5     | 70     | 55     | 18     | 19     | 18     | 15     | 1期生5人→3人 2期生8人→7人 4期生10人→9人 5期生6人→5人                    |
| 4月3日   | Team KII 山田菜菜畢業，NMB48兼任解除 | -1     | 69     | 54     | 18     | 18     | 18     | 15     |                                                                         |
| 4月30日  | Team KII 阿比留李帆畢業 | -1     | 68     | 53     | 18     | 17     | 18     | 15     | 2期生7人→6人                                                            |
| 5月21日  | Team S渡邊美優紀兼任解除 | -1     | 67     | 52     | 17     | 17     | 18     | 15     |                                                                         |
| 5月28日  | Team S田中菜津美兼任解除 | -1     | 66     | 51     | 16     | 17     | 18     | 15     |                                                                         |
| 6月12日  | 公布第2回選秀會議選秀生成員 | 5      | 71     | 51     | 16     | 17     | 18     | 20     | 選秀2期生5人                                                            |
| 8月31日  | Team E松井玲奈畢業 | -1     | 70     | 50     | 16     | 17     | 17     | 20     | 1期生3人→2人                                                            |
| 11月19日 | Team KII神門沙樹畢業 | -1     | 69     | 49     | 16     | 16     | 17     | 20     |                                                                         |
| 11月28日 | 研究生杉山爱佳、野岛桦乃昇格Team S 研究生小畑优奈、白井琴望昇格Team KII 研究生后藤乐乐、菅原茉椰昇格Team E |        | 69     | 55     | 18     | 18     | 19     | 14     |                                                                         |
| 11月30日 | 研究生辻希美請辭 | -1     | 68     | 55     | 18     | 18     | 19     | 13     | 7期生15人→14人                                                          |
| 2016年   | |        |        |        |        |        |        |        |                                                                         |
| 1月31日  | Team E磯原杏華畢業 | -1     | 67     | 54     | 18     | 18     | 18     | 13     | 2期生6人→5人                                                            |
| 2月29日  | Team E梅本圆、小石公美子畢業 | -2     | 65     | 52     | 18     | 18     | 16     | 13     | 4期生9人→8人 選秀1期生7人→6人                                           |
| 3月31日  | Team S宮澤佐江、Team KII山下由加里畢業 | -2     | 63     | 50     | 17     | 17     | 16     | 13     | 4期生8人→7人                                                            |
| 5月31日  | Team E加藤琉美畢業 | -1     | 62     | 49     | 17     | 17     | 15     | 13     | 2期生5人→4人                                                            |
| 8月31日  | Team E柴田阿弥畢業 | -1     | 61     | 48     | 17     | 17     | 14     | 13     | 4期生7人→6人                                                            |
| 9月30日  | Team S宮前杏实、研究生村井純奈畢業 | -2     | 59     | 47     | 16     | 17     | 14     | 12     | 5期生5人→4人 7期生14人→13人                                             |
| 11月19日 | 公布第8期研究生成員 | +19    | 78     | 47     | 16     | 17     | 14     | 31     | 8期生19人                                                               |
| 11月20日 | 研究生町音葉、一色嶺奈、上村亞柚香昇格Team S 研究生太田彩夏、水野愛理昇格Team KII 研究生浅井裕華、末永樱花、髙畑結希昇格Team E |        | 78     | 55     | 19     | 19     | 17     | 23     |                                                                         |
| 12月31日 | 研究生川崎成美畢業 | -1     | 77     | 55     | 19     | 19     | 17     | 22     | 7期生13人→12人                                                          |
| 2017年   | |        |        |        |        |        |        |        |                                                                         |
| 1月16日  | 研究生小林佳乃請辭 | -1     | 76     | 55     | 19     | 19     | 17     | 21     | 8期生19人→18人                                                          |
| 2月28日  | Team S矢方美紀、野口由芽畢業 | -2     | 74     | 53     | 17     | 19     | 17     | 21     | 3期生4人→3人 6期生11人→10人                                             |
| 3月31日  | Team S東李苑、Team E酒井萌衣畢業 | -2     | 72     | 51     | 16     | 19     | 16     | 21     | 4期生6人→5人 6期生10人→9人                                              |
| 4月12日  | 研究生川合杏奈請辭 | -1     | 71     | 51     | 16     | 19     | 16     | 20     | 8期生18人→17人                                                          |
| 5月31日  | Team S竹內舞、Team KII石田安奈畢業 | -2     | 69     | 49     | 15     | 18     | 16     | 20     | 4期生5人→4人 2期生4人→3人                                               |
| 7月31日  | Team S二村春香畢業 | -1     | 68     | 48     | 14     | 18     | 16     | 20     | 5期生4人→3人                                                            |
| 10月5日  | 研究生井上瑠夏、北川愛乃、野村實代升格Team S 研究生片岡成美、矢作有紀奈升格Team KII 研究生相川暖花、佐藤佳穗升格Team E |        | 68     | 55     | 17     | 20     | 18     | 13     |                                                                         |
| 11月30日 | Team S大矢真那畢業 | -1     | 67     | 54     | 16     | 20     | 18     | 13     | 1期生2人→1人                                                            |
| 12月1日  | Team E木本花音畢業 | -1     | 66     | 53     | 16     | 20     | 17     | 13     | 4期生4人→3人                                                            |
| 12月31日 | Team S後藤理沙子、Team E佐藤堇畢業 | -2     | 64     | 51     | 15     | 20     | 16     | 13     | 3期生3人→2人                                                            |
| 2018年   | |        |        |        |        |        |        |        |                                                                         |
| 1月31日  | Team E高寺沙菜畢業 | -1     | 63     | 50     | 15     | 20     | 15     | 13     | 選秀1期生6人→5人                                                        |
| 2月12日  | 第三屆AKB48選秀會議選秀生加入 | +5     | 68     | 50     | 15     | 20     | 15     | 18     | 選秀3期生5人                                                            |
| 3月31日  | Team E市野成美畢業 | -1     | 67     | 49     | 15     | 20     | 14     | 18     | 5期生3人→2人                                                            |
| 4月28日  | 研究生岡田美紅、坂本真凜、仲村和泉昇格Team S 研究生大芝凜華昇格Team KII 研究生倉島杏實、白雪希明、野野垣美希昇格Team E |        | 67     | 49     | 15     | 20     | 14     | 18     |                                                                         |
| 4月30日  | Team KII高塚夏生畢業 | -1     | 66     | 48     | 15     | 19     | 14     | 18     | 選秀1期生5人→4人                                                        |
| 5月1日   | 升格成員編入所屬分隊 |        | 66     | 55     | 18     | 20     | 17     | 11     |                                                                         |
| 6月26日  | 研究生石川咲姫、上妻穗乃香畢業 | -2     | 64     | 55     | 18     | 20     | 17     | 9      | 8期生17人→16人 選秀3期生5人→4人                                         |
| 7月1日   | Team S犬塚朝奈畢業 | -1     | 63     | 54     | 17     | 20     | 17     | 9      | 4期生3人→2人                                                            |
| 7月31日  | 研究生渥美彩羽畢業 | -1     | 62     | 54     | 17     | 20     | 17     | 8      | 8期生16人→15人                                                          |
| 7月31日  | 研究生和田愛菜畢業 | -1     | 61     | 53     | 17     | 20     | 17     | 7      | 7期生12人→11人                                                          |
| 9月16日  | 研究生石黑友月、大谷悠妃昇格Team S 研究生中野愛理昇格Team KII 研究生深井願、西滿里奈、平田詩奈昇格Team E |        | 61     | 60     | 19     | 21     | 20     | 1      |                                                                         |
| 9月30日  | 研究生森平莉子畢業 | -1     | 60     | 60     | 19     | 21     | 20     |        | 8期生15人→14人                                                          |
| 11月10日 | Team KII矢作有紀奈畢業 | -1     | 59     | 59     | 19     | 20     | 20     |        | 8期生14人→13人                                                          |
| 11月30日 | Team S町音葉畢業 | -1     | 58     | 58     | 18     | 20     | 20     |        | 7期生11人→10人                                                          |
| 12月28日 | Team S一色嶺奈畢業 | -1     | 57     | 57     | 17     | 20     | 20     |        | 選秀2期生5人→4人                                                        |
| 12月31日 | 公布第9期研究生成員 | +20    | 77     | 57     | 17     | 20     | 20     | 20     | 9期生20人                                                               |
| 2019年   | |        |        |        |        |        |        |        |                                                                         |
| 1月4日   | 研究生安達玲奈請辭 | -1     | 76     | 57     | 17     | 20     | 20     | 19     | 9期生20人→19人                                                          |
| 1月31日  | Team S山田樹奈畢業 | -1     | 75     | 56     | 16     | 20     | 20     | 19     | 6期生9人→8人                                                            |
| 3月31日  | Team KII小畑優奈畢業 | -1     | 74     | 55     | 16     | 19     | 20     | 19     | 7期生10人→9人                                                           |
| 4月30日  | Team S岡田美紅、Team E白雪希明畢業 | -2     | 72     | 53     | 15     | 19     | 19     | 19     | 8期生13人→11人                                                          |
| 5月2日   | Team KII松村香織畢業 | -1     | 71     | 52     | 15     | 15     | 19     | 19     | 3期生2人→1人                                                            |
| 5月13日  | 研究生大場紗也加畢業 | -1     | 70     | 52     | 15     | 18     | 19     | 18     | 9期生19人→18人                                                          |
| 5月31日  | Team KII内山命、高木由麻奈畢業 | -2     | 68     | 50     | 15     | 16     | 19     | 18     | 2期生3人→2人 4期生2人→1人                                               |
| 6月30日  | 研究生杉山菜田里畢業 | -2     | 67     | 49     | 15     | 16     | 19     | 17     | 9期生18人→17人                                                          |
| 9月30日  | Team S北川綾巴、Team E後藤樂樂畢業 | -2     | 65     | 48     | 14     | 16     | 18     | 17     | 6期生8人→7人 7期生9人→8人                                               |
| 11月30日 | Team E野野垣美希畢業 | -1     | 64     | 47     | 14     | 16     | 17     | 17     | 8期生11人→10人                                                          |
| 12月21日 | 公布第10期研究生成員 | +11    | 75     | 47     | 14     | 16     | 17     | 28     | 10期生11人                                                              |
| 2020年   | 2020年 | 2020年 | 全     | 正     | S      | KII    | E      | 研     |                                                                         |
| 2月15日  | 研究生青海雛乃、赤堀君江、荒野姫楓昇格至Team S 研究生岡本彩夏、白井友紀乃昇格至Team KII 研究生池田楓、田邊美月昇格至Team E |        | 75     | 47     | 14     | 16     | 17     | 28     |                                                                         |
| 3月1日   | 昇格成員編入所屬隊伍 |        | 75     | 54     | 17     | 18     | 19     | 21     |                                                                         |
| 9月30日  | 研究生大橋真子畢業 | -1     | 74     | 54     | 17     | 18     | 19     | 20     | 9期生17人→16人                                                          |
| 10月5日  | 研究生竹内奈奈未、中坂美祐、平野百菜昇格至Team S 研究生入内嶋涼、川嶋美晴、鈴木愛菜、藤本冬香昇格至Team KII 研究生石川花音、鈴木戀奈昇格至Team E                                                                                                 |        | 74     | 54     | 17     | 18     | 19     | 20     |                                                                         |
| 10月10日 | 昇格成員編入所屬隊伍 |        | 74     | 63     | 20     | 22     | 21     | 11     |                                                                         |
| 10月20日 | 研究生木内俐椛子畢業 | -1     | 73     | 63     | 20     | 22     | 21     | 10     | 10期生11人→10人                                                         |
| 11月30日 | Team KII大芝凛華畢業 | -1     | 72     | 62     | 20     | 21     | 21     | 10     | 8期生10人→9人                                                           |
| 12月31日 | Team KII白井友紀乃、研究生加藤結畢業 | -2     | 61     | 63     | 19     | 21     | 21     | 9      | 9期生16人→15人 10期生10人→9人                                           |
| 2021年   | |        |        |        |        |        |        |        |                                                                         |
| 1月20日  | Team KII片岡成美畢業 | -1     | 60     | 62     | 19     | 20     | 21     | 9      | 7期生8人→7人                                                            |
| 1月31日  | Team KII白井琴望畢業 | -1     | 59     | 61     | 19     | 19     | 21     | 9      | 選秀2期生4人→3人                                                        |
| 3月31日  | Team E西滿里奈、平田詩奈畢業 | -2     | 66     | 57     | 20     | 18     | 19     | 9      | 選秀3期生4人→2人                                                        |
| 4月30日  | Team S松井珠理奈、Team KII高柳明音畢業 | -2     | 64     | 55     | 19     | 17     | 19     | 9      | 1期生1人→0人 2期生2人→1人                                               |
| 5月31日  | Team KII竹内彩姫、Team E石川花音畢業 | -2     | 62     | 53     | 19     | 16     | 18     | 9      | 6期生7人→6人 9期生16人→15人                                             |
| 6月30日  | Team S野島樺乃、Team KII惣田紗莉渚畢業 | -2     | 60     | 51     | 18     | 15     | 18     | 9      | 7期生7人→6人 選秀1期生4人→3人                                           |
| 11月30日 | Team S山内鈴蘭畢業 | -1     | 59     | 50     | 17     | 15     | 18     | 9      |                                                                         |
| 12月19日 | 研究生石塚美月、鬼頭未來、杉山歩南昇格至Team S 研究生青木莉樺、五十嵐早香、伊藤實希、西井美櫻昇格至Team KII 研究生澤田奏音、林美澪昇格至Team E                                                                                                   |        | 59     | 50     | 17     | 15     | 18     | 9      |                                                                         |
| 12月31日 | Team S杉山愛佳畢業 | -1     | 58     | 49     | 16     | 15     | 18     | 9      | 7期生6人→5人                                                            |
| 2022年   | |        |        |        |        |        |        |        |                                                                         |
| 1月15日  | 10期研究生全數昇格並編入所屬隊伍 |        | 58     | 58     | 19     | 19     | 20     | 0      |                                                                         |
| 1月31日  | Team E深井願畢業 | -1     | 57     | 57     | 19     | 19     | 19     | 0      | 8期生9人→8人                                                            |
| 2月28日  | Team KII五十嵐早香畢業 | -1     | 56     | 56     | 19     | 18     | 19     | 0      | 10期生9人→8人                                                           |
| 4月5日   | 公布第11期研究生成員 | +7     | 63     | 56     | 19     | 18     | 19     | 7      | 11期生7人                                                               |
| 4月30日  | 研究生脇田葵請辭 | -1     | 62     | 56     | 19     | 18     | 19     | 6      | 11期生7人→6人                                                           |
| 5月21日  | Team KII大場美奈畢業 | -1     | 61     | 55     | 19     | 17     | 19     | 6      |                                                                         |
| 9月30日  | Team KII古畑奈和畢業 | -1     | 60     | 54     | 19     | 16     | 19     | 6      | 5期生2人→1人                                                            |
| 11月1日  | Team E須田亞香里畢業 | -1     | 59     | 53     | 19     | 16     | 18     | 6      | 3期生1人→0人                                                            |
| 2023年   | |        |        |        |        |        |        |        |                                                                         |
| 2月28日  | Team E田邊美月畢業 | -1     | 58     | 52     | 19     | 16     | 17     | 6      | 9期生15人→14人                                                          |
| 3月31日  | Team S石冢美月、都筑里佳畢業 | -2     | 56     | 50     | 17     | 16     | 17     | 6      | 4期生1人→0人 10期生8人→7人                                              |
| 6月30日  | Team S杉山歩南、平野百菜畢業 | -2     | 54     | 48     | 15     | 16     | 17     | 6      | 9期生14人→13人 10期生7人→6人                                            |
| 10月1日  | 公布第12期研究生成員 | +11    | 65     | 48     | 15     | 16     | 17     | 17     | 12期生11人                                                              |
| 10月31日 | Team KII 日高優月畢業 | -1     | 64     | 47     | 15     | 15     | 17     | 17     | 6期生6人→5人                                                            |
| 12月31日 | Team KII 江籠裕奈畢業 | -1     | 63     | 46     | 15     | 14     | 17     | 17     | 5期生1人→0人                                                            |
| 2024年   | |        |        |        |        |        |        |        |                                                                         |
| 1月31日  | Team S大谷悠妃、竹內奈奈未畢業 | -2     | 61     | 44     | 13     | 14     | 17     | 17     | 選秀3期生2人→1人 9期生13人→12人                                         |
| 3月31日  | Team E谷真理佳畢業 | -1     | 60     | 43     | 13     | 14     | 16     | 17     |                                                                         |
| 4月30日  | Team E福士奈央畢業 | -1     | 59     | 42     | 13     | 14     | 15     | 17     | 選秀1期生3人→2人                                                        |
| 5月20日  | 研究生大村杏、杉本梨奈、原優寧昇格至Team S 研究生篠原京香、山村樱、鈴木愛來昇格至Team KII 研究生森本久瑠美昇格至Team E |        | 59     | 49     | 16     | 17     | 16     | 10     |                                                                         |
| 6月30日  | Team KII川嶋美晴、北野瑠夏 Team E 高畑結希畢業 | -3     | 56     | 46     | 16     | 15     | 15     | 10     | 9期生12人→11人 6期生5人→4人 7期生5人→4人                                |
| 8月31日  | Team E林美澪畢業 | -1     | 55     | 45     | 16     | 15     | 14     | 10     | 10期生6人→5人                                                           |
| 9月30日  | Team KII水野愛理畢業 | -1     | 54     | 44     | 16     | 14     | 14     | 10     | 選秀2期生3人→2人                                                        |
| 11月30日 | Team KII青木詩織畢業 研究生加藤皐生请辞 | -2     | 52     | 43     | 16     | 13     | 14     | 9      | 6期生4人→3人 12期生11人→10人                                            |
| 12月31日 | Team E齊藤真木子畢業 | -1     | 51     | 42     | 16     | 13     | 13     | 9      | 2期生1人→0人                                                            |
| 2025年   | |        |        |        |        |        |        |        |                                                                         |
| 2月28日  | Team S鬼頭未來Team KII鈴木愛來 Team E末永櫻花畢業 | -3     | 48     | 39     | 15     | 12     | 12     | 9      | 10期生5人→4人12期生10人→9人 7期生4人→3人                                |
| 3月15日  | 公布第13期研究生 | +14    | 62     | 39     | 15     | 12     | 12     | 23     | 13期生14人                                                              |
| 3月31日  | Team KII荒井優希、岡本彩夏畢業 | -2     | 60     | 37     | 15     | 10     | 12     | 23     | 選秀1期生2人→1人 9期生11人→10人                                         |
| 4月1日   | 新體制開始 研究生伊藤虹虹美昇格至Team S 奧野心羽昇格至Team KII 河村優愛昇格至Team E |        | 60     | 40     | 13     | 13     | 14     | 20     |                                                                         |
| 6月1日   | 研究生森川美優昇格至Team S 長谷川優昇格至Team E |        | 60     | 42     | 14     | 13     | 15     | 18     |                                                                         |
| 6月30日  | Team KII澤田奏音、Team E上村亚柚香畢業 研究生柿原禮愛請辭 | -3     | 57     | 40     | 14     | 12     | 14     | 17     | 選秀2期生2人→1人 10期生4人→3人 12期生9人→8人                            |

### 由研究生昇格成為正式成員的名單
| 昇格时间 | 姓名         | 加入期別 | 昇格队伍 | 備考 |
| 2008年   | 2008年       | 2008年   | 2008年   | 2008年 |
| -------- | ------------ | -------- | -------- | --- |
| 11月29日 | 平松可奈子   | 1期      | S        | 正規成員第1位昇格 2013年5月6日畢業 |
| 2009年   |              |          |          | |
| 2月14日  | 森紗雪       | 1期      | S        | 最年少的昇格者（12歳102日） 中學在學生首位昇格者 2010年3月30日降格（昇格成員首位降格） 2010年5月8日畢業（昇格成員首位畢業） |
| 5月25日  | 佐藤聖羅     | 1期      | KII      | Team KII第1位昇格 2014年2月27日畢業 |
| 5月25日  | 佐藤實繪子   | 1期      | KII      | 2009年2月14日降格（選抜成員及1期生首位降格） 100天之後重新成為正式成員暨最年長昇格者（22歳345天） 2015年3月31日畢業 |
| 12月6日  | 若林倫香     | 2期      | KII      | 2期生中第1位昇格者 2012年7月31日畢業 |
| 2010年   |              |          |          | |
| 2月25日  | 小木曾汐莉   | 3期      | KII      | 3期生中第1位昇格者 2013年5月6日畢業 |
| 2月27日  | 木下有希子   | 3期      | S        | 2014年11月30日畢業 |
| 2月27日  | 須田亞香里   | 3期      | S        | 2022年11月1日畢業 |
| 6月23日  | 木崎由里亚   | 3期      | S        | 2014年4月21日移籍AKB48 後於2017年9月30日畢業 |
| 8月21日  | 加藤琉美     | 2期      | S        | 2016年5月31日畢業 |
| 12月6日  | 阿比留李帆   | 2期      | KII      | KII2nd千秋樂時與磯原杏華、間野春香為2期研究生最後的昇格者 2015年4月30日畢業 |
| 12月6日  | 後藤理沙子   | 3期      | KII      | 2017年12月31日畢業 |
| 12月6日  | 秦佐和子     | 3期      | KII      | 2013年5月6日畢業 |
| 12月6日  | 矢方美紀     | 3期      | KII      | 2017年2月28日畢業 |
| 12月6日  | 磯原杏華     | 2期      | E        | KII2nd千秋樂時與阿比留李帆為2期研究生最後的昇格者 間野春香2012年3月31日畢業，磯原杏華2016年1月31日畢業 |
| 12月6日  | 間野春香     | 2期      | E        | KII2nd千秋樂時與阿比留李帆為2期研究生最後的昇格者 間野春香2012年3月31日畢業，磯原杏華2016年1月31日畢業 |
| 12月6日  | 上野圭澄     | 3期      | E        | 2013年5月6日畢業 |
| 12月6日  | 山田恵里伽   | 3期      | E        | 2012年3月31日畢業 |
| 12月6日  | 梅本圆       | 4期      | E        | 梅本圓為史上最快、4期生第1位昇格者 中村優花於2011年12月31日畢業（Team E首位畢業成員） 原望奈美於2013年5月6日畢業 金子栞於2014年4月29日畢業 小林亞實於2015年3月31日畢業 梅本圓於2016年2月29日畢業 山下由佳里於2016年3月31日畢業 柴田阿彌於2016年8月31日畢業 酒井萌衣於2017年3月31日畢業 竹内舞於2017年5月31日畢業 木本花音於2017年12月1日畢業 高木由麻奈於2019年5月31日畢業                |
| 12月6日  | 金子栞       | 4期      | E        | 梅本圓為史上最快、4期生第1位昇格者 中村優花於2011年12月31日畢業（Team E首位畢業成員） 原望奈美於2013年5月6日畢業 金子栞於2014年4月29日畢業 小林亞實於2015年3月31日畢業 梅本圓於2016年2月29日畢業 山下由佳里於2016年3月31日畢業 柴田阿彌於2016年8月31日畢業 酒井萌衣於2017年3月31日畢業 竹内舞於2017年5月31日畢業 木本花音於2017年12月1日畢業 高木由麻奈於2019年5月31日畢業                |
| 12月6日  | 木本花音     | 4期      | E        | 梅本圓為史上最快、4期生第1位昇格者 中村優花於2011年12月31日畢業（Team E首位畢業成員） 原望奈美於2013年5月6日畢業 金子栞於2014年4月29日畢業 小林亞實於2015年3月31日畢業 梅本圓於2016年2月29日畢業 山下由佳里於2016年3月31日畢業 柴田阿彌於2016年8月31日畢業 酒井萌衣於2017年3月31日畢業 竹内舞於2017年5月31日畢業 木本花音於2017年12月1日畢業 高木由麻奈於2019年5月31日畢業                |
| 12月6日  | 小林亞實     | 4期      | E        | 梅本圓為史上最快、4期生第1位昇格者 中村優花於2011年12月31日畢業（Team E首位畢業成員） 原望奈美於2013年5月6日畢業 金子栞於2014年4月29日畢業 小林亞實於2015年3月31日畢業 梅本圓於2016年2月29日畢業 山下由佳里於2016年3月31日畢業 柴田阿彌於2016年8月31日畢業 酒井萌衣於2017年3月31日畢業 竹内舞於2017年5月31日畢業 木本花音於2017年12月1日畢業 高木由麻奈於2019年5月31日畢業                |
| 12月6日  | 酒井萌衣     | 4期      | E        | 梅本圓為史上最快、4期生第1位昇格者 中村優花於2011年12月31日畢業（Team E首位畢業成員） 原望奈美於2013年5月6日畢業 金子栞於2014年4月29日畢業 小林亞實於2015年3月31日畢業 梅本圓於2016年2月29日畢業 山下由佳里於2016年3月31日畢業 柴田阿彌於2016年8月31日畢業 酒井萌衣於2017年3月31日畢業 竹内舞於2017年5月31日畢業 木本花音於2017年12月1日畢業 高木由麻奈於2019年5月31日畢業                |
| 12月6日  | 柴田阿弥     | 4期      | E        | 梅本圓為史上最快、4期生第1位昇格者 中村優花於2011年12月31日畢業（Team E首位畢業成員） 原望奈美於2013年5月6日畢業 金子栞於2014年4月29日畢業 小林亞實於2015年3月31日畢業 梅本圓於2016年2月29日畢業 山下由佳里於2016年3月31日畢業 柴田阿彌於2016年8月31日畢業 酒井萌衣於2017年3月31日畢業 竹内舞於2017年5月31日畢業 木本花音於2017年12月1日畢業 高木由麻奈於2019年5月31日畢業                |
| 12月6日  | 高木由麻奈   | 4期      | E        | 梅本圓為史上最快、4期生第1位昇格者 中村優花於2011年12月31日畢業（Team E首位畢業成員） 原望奈美於2013年5月6日畢業 金子栞於2014年4月29日畢業 小林亞實於2015年3月31日畢業 梅本圓於2016年2月29日畢業 山下由佳里於2016年3月31日畢業 柴田阿彌於2016年8月31日畢業 酒井萌衣於2017年3月31日畢業 竹内舞於2017年5月31日畢業 木本花音於2017年12月1日畢業 高木由麻奈於2019年5月31日畢業                |
| 12月6日  | 竹内舞       | 4期      | E        | 梅本圓為史上最快、4期生第1位昇格者 中村優花於2011年12月31日畢業（Team E首位畢業成員） 原望奈美於2013年5月6日畢業 金子栞於2014年4月29日畢業 小林亞實於2015年3月31日畢業 梅本圓於2016年2月29日畢業 山下由佳里於2016年3月31日畢業 柴田阿彌於2016年8月31日畢業 酒井萌衣於2017年3月31日畢業 竹内舞於2017年5月31日畢業 木本花音於2017年12月1日畢業 高木由麻奈於2019年5月31日畢業                |
| 12月6日  | 都築里佳     | 4期      | E        | 梅本圓為史上最快、4期生第1位昇格者 中村優花於2011年12月31日畢業（Team E首位畢業成員） 原望奈美於2013年5月6日畢業 金子栞於2014年4月29日畢業 小林亞實於2015年3月31日畢業 梅本圓於2016年2月29日畢業 山下由佳里於2016年3月31日畢業 柴田阿彌於2016年8月31日畢業 酒井萌衣於2017年3月31日畢業 竹内舞於2017年5月31日畢業 木本花音於2017年12月1日畢業 高木由麻奈於2019年5月31日畢業                |
| 12月6日  | 中村優花     | 4期      | E        | 梅本圓為史上最快、4期生第1位昇格者 中村優花於2011年12月31日畢業（Team E首位畢業成員） 原望奈美於2013年5月6日畢業 金子栞於2014年4月29日畢業 小林亞實於2015年3月31日畢業 梅本圓於2016年2月29日畢業 山下由佳里於2016年3月31日畢業 柴田阿彌於2016年8月31日畢業 酒井萌衣於2017年3月31日畢業 竹内舞於2017年5月31日畢業 木本花音於2017年12月1日畢業 高木由麻奈於2019年5月31日畢業                |
| 12月6日  | 原望奈美     | 4期      | E        | 梅本圓為史上最快、4期生第1位昇格者 中村優花於2011年12月31日畢業（Team E首位畢業成員） 原望奈美於2013年5月6日畢業 金子栞於2014年4月29日畢業 小林亞實於2015年3月31日畢業 梅本圓於2016年2月29日畢業 山下由佳里於2016年3月31日畢業 柴田阿彌於2016年8月31日畢業 酒井萌衣於2017年3月31日畢業 竹内舞於2017年5月31日畢業 木本花音於2017年12月1日畢業 高木由麻奈於2019年5月31日畢業                |
| 12月6日  | 山下由佳里   | 4期      | E        | 梅本圓為史上最快、4期生第1位昇格者 中村優花於2011年12月31日畢業（Team E首位畢業成員） 原望奈美於2013年5月6日畢業 金子栞於2014年4月29日畢業 小林亞實於2015年3月31日畢業 梅本圓於2016年2月29日畢業 山下由佳里於2016年3月31日畢業 柴田阿彌於2016年8月31日畢業 酒井萌衣於2017年3月31日畢業 竹内舞於2017年5月31日畢業 木本花音於2017年12月1日畢業 高木由麻奈於2019年5月31日畢業                |
| 2012年   |              |          |          | |
| 8月29日  | 鬼頭桃菜     | 2期      | S        | 2010年12月6日降格 降格後第632天後復歸正規成員 鬼頭桃菜、井口栞里於2014年4月29日畢業 内山命於2019年5月31日畢業 |
| 8月29日  | 井口栞里     | 2期      | KII      | 2010年12月6日降格 降格後第632天後復歸正規成員 鬼頭桃菜、井口栞里於2014年4月29日畢業 内山命於2019年5月31日畢業 |
| 8月29日  | 内山命       | 2期      | E        | 2010年12月6日降格 降格後第632天後復歸正規成員 鬼頭桃菜、井口栞里於2014年4月29日畢業 内山命於2019年5月31日畢業 |
| 8月29日  | 斉藤真木子   | 2期      | E        | 2010年12月6日降格 降格後第632天後復歸正規成員 鬼頭桃菜、井口栞里於2014年4月29日畢業 内山命於2019年5月31日畢業 |
| 8月29日  | 菅奈奈子     | 5期      | S        | 5期生第1位昇格 菅奈奈子在2014年2月23日辞退 古畑奈和於2022年9月30日畢業 |
| 8月29日  | 古畑奈和     | 5期      | E        | 5期生第1位昇格 菅奈奈子在2014年2月23日辞退 古畑奈和於2022年9月30日畢業 |
| 2013年   |              |          |          | |
| 4月13日  | 江籠裕奈     | 5期      | S        | 7月17日正式进入所属队伍 昇格至新体制施行之前以没有队伍所属的正规成员名义活动。 東李苑是6期生第1位昇格 東李苑是SKE48及48 Group研究生史上最速昇格（披露之后44日） 藤本美月於2013年5月6日辞退，沒有加入新體制 新土居沙也加於2013年11月30日辞退 水埜帆乃香於2014年12月31日畢業 宮前杏實於2016年12月17日畢業 東李苑於2017年3月31日畢業 二村春香於2017年7月31日畢業 市野成美於2018年3月31日畢業 |
| 4月13日  | 新土居沙也加 | 5期      | S        | 7月17日正式进入所属队伍 昇格至新体制施行之前以没有队伍所属的正规成员名义活动。 東李苑是6期生第1位昇格 東李苑是SKE48及48 Group研究生史上最速昇格（披露之后44日） 藤本美月於2013年5月6日辞退，沒有加入新體制 新土居沙也加於2013年11月30日辞退 水埜帆乃香於2014年12月31日畢業 宮前杏實於2016年12月17日畢業 東李苑於2017年3月31日畢業 二村春香於2017年7月31日畢業 市野成美於2018年3月31日畢業 |
| 4月13日  | 藤本美月     | 5期      | KII      | 7月17日正式进入所属队伍 昇格至新体制施行之前以没有队伍所属的正规成员名义活动。 東李苑是6期生第1位昇格 東李苑是SKE48及48 Group研究生史上最速昇格（披露之后44日） 藤本美月於2013年5月6日辞退，沒有加入新體制 新土居沙也加於2013年11月30日辞退 水埜帆乃香於2014年12月31日畢業 宮前杏實於2016年12月17日畢業 東李苑於2017年3月31日畢業 二村春香於2017年7月31日畢業 市野成美於2018年3月31日畢業 |
| 4月13日  | 二村春香     | 5期      | KII      | 7月17日正式进入所属队伍 昇格至新体制施行之前以没有队伍所属的正规成员名义活动。 東李苑是6期生第1位昇格 東李苑是SKE48及48 Group研究生史上最速昇格（披露之后44日） 藤本美月於2013年5月6日辞退，沒有加入新體制 新土居沙也加於2013年11月30日辞退 水埜帆乃香於2014年12月31日畢業 宮前杏實於2016年12月17日畢業 東李苑於2017年3月31日畢業 二村春香於2017年7月31日畢業 市野成美於2018年3月31日畢業 |
| 4月13日  | 東李苑       | 6期      | E        | 7月17日正式进入所属队伍 昇格至新体制施行之前以没有队伍所属的正规成员名义活动。 東李苑是6期生第1位昇格 東李苑是SKE48及48 Group研究生史上最速昇格（披露之后44日） 藤本美月於2013年5月6日辞退，沒有加入新體制 新土居沙也加於2013年11月30日辞退 水埜帆乃香於2014年12月31日畢業 宮前杏實於2016年12月17日畢業 東李苑於2017年3月31日畢業 二村春香於2017年7月31日畢業 市野成美於2018年3月31日畢業 |
| 4月13日  | 市野成美     | 5期      | E        | 7月17日正式进入所属队伍 昇格至新体制施行之前以没有队伍所属的正规成员名义活动。 東李苑是6期生第1位昇格 東李苑是SKE48及48 Group研究生史上最速昇格（披露之后44日） 藤本美月於2013年5月6日辞退，沒有加入新體制 新土居沙也加於2013年11月30日辞退 水埜帆乃香於2014年12月31日畢業 宮前杏實於2016年12月17日畢業 東李苑於2017年3月31日畢業 二村春香於2017年7月31日畢業 市野成美於2018年3月31日畢業 |
| 4月13日  | 岩永亞美     | 5期      | E        | 7月17日正式进入所属队伍 昇格至新体制施行之前以没有队伍所属的正规成员名义活动。 東李苑是6期生第1位昇格 東李苑是SKE48及48 Group研究生史上最速昇格（披露之后44日） 藤本美月於2013年5月6日辞退，沒有加入新體制 新土居沙也加於2013年11月30日辞退 水埜帆乃香於2014年12月31日畢業 宮前杏實於2016年12月17日畢業 東李苑於2017年3月31日畢業 二村春香於2017年7月31日畢業 市野成美於2018年3月31日畢業 |
| 4月13日  | 水埜帆乃香   | 4期      | E        | 7月17日正式进入所属队伍 昇格至新体制施行之前以没有队伍所属的正规成员名义活动。 東李苑是6期生第1位昇格 東李苑是SKE48及48 Group研究生史上最速昇格（披露之后44日） 藤本美月於2013年5月6日辞退，沒有加入新體制 新土居沙也加於2013年11月30日辞退 水埜帆乃香於2014年12月31日畢業 宮前杏實於2016年12月17日畢業 東李苑於2017年3月31日畢業 二村春香於2017年7月31日畢業 市野成美於2018年3月31日畢業 |
| 4月13日  | 宮前杏實     | 5期      | E        | 7月17日正式进入所属队伍 昇格至新体制施行之前以没有队伍所属的正规成员名义活动。 東李苑是6期生第1位昇格 東李苑是SKE48及48 Group研究生史上最速昇格（披露之后44日） 藤本美月於2013年5月6日辞退，沒有加入新體制 新土居沙也加於2013年11月30日辞退 水埜帆乃香於2014年12月31日畢業 宮前杏實於2016年12月17日畢業 東李苑於2017年3月31日畢業 二村春香於2017年7月31日畢業 市野成美於2018年3月31日畢業 |
| 10月26日 | 山田瑞穗     | 5期      | KII      | 2015年2月28日畢業 |
| 2014年   |              |          |          | |
| 2月24日  | 北川綾巴     | 6期      | S        | 昇格至新体制施行之前以没有队伍所属的正规成员名义活动。 大脇有紗為5期生最後的昇格者 大脇有紗於2014年7月30日畢業 北川綾巴於2019年9月30日畢業 北野瑠華於2024年6月30日畢業 |
| 2月24日  | 北野瑠華     | 6期      | KII      | 昇格至新体制施行之前以没有队伍所属的正规成员名义活动。 大脇有紗為5期生最後的昇格者 大脇有紗於2014年7月30日畢業 北川綾巴於2019年9月30日畢業 北野瑠華於2024年6月30日畢業 |
| 2月24日  | 日高優月     | 6期      | KII      | 昇格至新体制施行之前以没有队伍所属的正规成员名义活动。 大脇有紗為5期生最後的昇格者 大脇有紗於2014年7月30日畢業 北川綾巴於2019年9月30日畢業 北野瑠華於2024年6月30日畢業 |
| 2月24日  | 大脇有紗     | 5期      | E        | 昇格至新体制施行之前以没有队伍所属的正规成员名义活动。 大脇有紗為5期生最後的昇格者 大脇有紗於2014年7月30日畢業 北川綾巴於2019年9月30日畢業 北野瑠華於2024年6月30日畢業 |
| 2月24日  | 熊崎晴香     | 6期      | E        | 昇格至新体制施行之前以没有队伍所属的正规成员名义活动。 大脇有紗為5期生最後的昇格者 大脇有紗於2014年7月30日畢業 北川綾巴於2019年9月30日畢業 北野瑠華於2024年6月30日畢業 |
| 8月4日   | 犬塚朝奈     | 4期      | S        | 4期生最後的昇格者 2018年7月1日畢業 |
| 8月4日   | 野口由芽     | 6期      | S        | 2017年2月28日畢業 |
| 2015年   |              |          |          | |
| 3月28日  | 松村香织     | 3期      | KII      | 3期生最後的昇格者 研究生之活動期間為AKB48Group最長（5年4個月）暨最年長（25歲73天）的昇格者 2019年5月2日畢業 |
| 3月31日  | 山田树奈     | 6期      | S        | 6期生最後的昇格者 山田樹奈於2019年1月31日畢業 |
| 3月31日  | 青木诗织     | 6期      | KII      | 6期生最後的昇格者 山田樹奈於2019年1月31日畢業 |
| 3月31日  | 竹内彩姫     | 6期      | KII      | 6期生最後的昇格者 山田樹奈於2019年1月31日畢業 |
| 3月31日  | 井田玲音名   | 6期      | E        | 6期生最後的昇格者 山田樹奈於2019年1月31日畢業 |
| 3月31日  | 镰田菜月     | 6期      | E        | 6期生最後的昇格者 山田樹奈於2019年1月31日畢業 |
| 11月28日 | 杉山爱佳     | 7期      | S        | 7期生第1位昇格者 小畑優奈於2019年3月31日畢業 後藤樂樂於2019年9月30日畢業 野島樺乃於2021年6月30日畢業 |
| 11月28日 | 野岛桦乃     | 7期      | S        | 7期生第1位昇格者 小畑優奈於2019年3月31日畢業 後藤樂樂於2019年9月30日畢業 野島樺乃於2021年6月30日畢業 |
| 11月28日 | 小畑优奈     | 7期      | KII      | 7期生第1位昇格者 小畑優奈於2019年3月31日畢業 後藤樂樂於2019年9月30日畢業 野島樺乃於2021年6月30日畢業 |
| 11月28日 | 后藤乐乐     | 7期      | E        | 7期生第1位昇格者 小畑優奈於2019年3月31日畢業 後藤樂樂於2019年9月30日畢業 野島樺乃於2021年6月30日畢業 |
| 11月28日 | 白井琴望     | 選秀2期  | KII      | 選秀2期生第1位昇格者 白井琴望於2021年1月31日畢業 |
| 11月28日 | 菅原茉椰     | 選秀2期  | E        | 選秀2期生第1位昇格者 白井琴望於2021年1月31日畢業 |
| 2016年   |              |          |          | |
| 11月20日 | 町音葉       | 7期      | S        | 2018年11月30日畢業 |
| 11月20日 | 太田彩夏     | 7期      | KII      | |
| 11月20日 | 浅井裕華     | 7期      | E        | |
| 11月20日 | 末永樱花     | 7期      | E        | |
| 11月20日 | 髙畑結希     | 7期      | E        | 2024年6月30日畢業 |
| 11月20日 | 一色嶺奈     | 選秀2期  | S        | 選秀2期生最後昇格者 一色嶺奈於2018年12月28日畢業 水野愛理於2024年9月30日畢業 |
| 11月20日 | 上村亚柚香   | 選秀2期  | S        | 選秀2期生最後昇格者 一色嶺奈於2018年12月28日畢業 水野愛理於2024年9月30日畢業 |
| 11月20日 | 水野愛理     | 選秀2期  | KII      | 選秀2期生最後昇格者 一色嶺奈於2018年12月28日畢業 水野愛理於2024年9月30日畢業 |
| 2017年   |              |          |          | |
| 10月5日  | 片岡成美     | 7期      | KII      | 7期生最後昇格者 片岡成美於2021年1月20日畢業 |
| 10月5日  | 相川暖花     | 7期      | E        | 7期生最後昇格者 片岡成美於2021年1月20日畢業 |
| 10月5日  | 井上瑠夏     | 8期      | S        | 8期生第1位昇格者 矢作有紀奈於2018年11月10日畢業 |
| 10月5日  | 北川愛乃     | 8期      | S        | 8期生第1位昇格者 矢作有紀奈於2018年11月10日畢業 |
| 10月5日  | 野村實代     | 8期      | S        | 8期生第1位昇格者 矢作有紀奈於2018年11月10日畢業 |
| 10月5日  | 矢作有紀奈   | 8期      | KII      | 8期生第1位昇格者 矢作有紀奈於2018年11月10日畢業 |
| 10月5日  | 佐藤佳穗     | 8期      | E        | 8期生第1位昇格者 矢作有紀奈於2018年11月10日畢業 |
| 2018年   |              |          |          | |
| 4月28日  | 岡田美紅     | 8期      | S        | 5月1日編入所屬分隊 岡田美紅、白雪希明於2019年4月30日畢業 野野垣美希於2019年11月30日畢業 大芝凜華於2020年11月30日畢業 |
| 4月28日  | 坂本真凜     | 8期      | S        | 5月1日編入所屬分隊 岡田美紅、白雪希明於2019年4月30日畢業 野野垣美希於2019年11月30日畢業 大芝凜華於2020年11月30日畢業 |
| 4月28日  | 仲村和泉     | 8期      | S        | 5月1日編入所屬分隊 岡田美紅、白雪希明於2019年4月30日畢業 野野垣美希於2019年11月30日畢業 大芝凜華於2020年11月30日畢業 |
| 4月28日  | 大芝凜華     | 8期      | KII      | 5月1日編入所屬分隊 岡田美紅、白雪希明於2019年4月30日畢業 野野垣美希於2019年11月30日畢業 大芝凜華於2020年11月30日畢業 |
| 4月28日  | 倉島杏實     | 8期      | E        | 5月1日編入所屬分隊 岡田美紅、白雪希明於2019年4月30日畢業 野野垣美希於2019年11月30日畢業 大芝凜華於2020年11月30日畢業 |
| 4月28日  | 白雪希明     | 8期      | E        | 5月1日編入所屬分隊 岡田美紅、白雪希明於2019年4月30日畢業 野野垣美希於2019年11月30日畢業 大芝凜華於2020年11月30日畢業 |
| 4月28日  | 野野垣美希   | 8期      | E        | 5月1日編入所屬分隊 岡田美紅、白雪希明於2019年4月30日畢業 野野垣美希於2019年11月30日畢業 大芝凜華於2020年11月30日畢業 |
| 9月16日  | 石黑友月     | 8期      | S        | 8期生最後昇格者 深井願於2022年1月31日畢業 |
| 9月16日  | 深井願       | 8期      | E        | 8期生最後昇格者 深井願於2022年1月31日畢業 |
| 9月16日  | 大谷悠妃     | 選秀3期  | S        | AKB48集團選秀3期生第1位昇格者 SKE48選秀3期生最初暨最後昇格者 西滿里奈、平田詩奈於2021年3月31日畢業 |
| 9月16日  | 中野愛理     | 選秀3期  | KII      | AKB48集團選秀3期生第1位昇格者 SKE48選秀3期生最初暨最後昇格者 西滿里奈、平田詩奈於2021年3月31日畢業 |
| 9月16日  | 西滿里奈     | 選秀3期  | E        | AKB48集團選秀3期生第1位昇格者 SKE48選秀3期生最初暨最後昇格者 西滿里奈、平田詩奈於2021年3月31日畢業 |
| 9月16日  | 平田詩奈     | 選秀3期  | E        | AKB48集團選秀3期生第1位昇格者 SKE48選秀3期生最初暨最後昇格者 西滿里奈、平田詩奈於2021年3月31日畢業 |
| 2020年   |              |          |          | |
| 2月15日  | 青海雛乃     | 9期      | S        | 9期生第1位昇格者 3月1日編入所屬分隊 白井友紀乃於2020年12月31日畢業 |
| 2月15日  | 赤堀君江     | 9期      | S        | 9期生第1位昇格者 3月1日編入所屬分隊 白井友紀乃於2020年12月31日畢業 |
| 2月15日  | 荒野姫楓     | 9期      | S        | 9期生第1位昇格者 3月1日編入所屬分隊 白井友紀乃於2020年12月31日畢業 |
| 2月15日  | 岡本彩夏     | 9期      | KII      | 9期生第1位昇格者 3月1日編入所屬分隊 白井友紀乃於2020年12月31日畢業 |
| 2月15日  | 白井友紀乃   | 9期      | KII      | 9期生第1位昇格者 3月1日編入所屬分隊 白井友紀乃於2020年12月31日畢業 |
| 2月15日  | 池田楓       | 9期      | E        | 9期生第1位昇格者 3月1日編入所屬分隊 白井友紀乃於2020年12月31日畢業 |
| 2月15日  | 田邊美月     | 9期      | E        | 9期生第1位昇格者 3月1日編入所屬分隊 白井友紀乃於2020年12月31日畢業 |
| 10月5日  | 竹内奈奈未   | 9期      | S        | 9期生最后昇格者 10月10日編入所屬分隊 川嶋美晴於2024年6月30日畢業 |
| 10月5日  | 中坂美祐     | 9期      | S        | 9期生最后昇格者 10月10日編入所屬分隊 川嶋美晴於2024年6月30日畢業 |
| 10月5日  | 平野百菜     | 9期      | S        | 9期生最后昇格者 10月10日編入所屬分隊 川嶋美晴於2024年6月30日畢業 |
| 10月5日  | 入内嶋涼     | 9期      | KII      | 9期生最后昇格者 10月10日編入所屬分隊 川嶋美晴於2024年6月30日畢業 |
| 10月5日  | 川嶋美晴     | 9期      | KII      | 9期生最后昇格者 10月10日編入所屬分隊 川嶋美晴於2024年6月30日畢業 |
| 10月5日  | 鈴木愛菜     | 9期      | KII      | 9期生最后昇格者 10月10日編入所屬分隊 川嶋美晴於2024年6月30日畢業 |
| 10月5日  | 藤本冬香     | 9期      | KII      | 9期生最后昇格者 10月10日編入所屬分隊 川嶋美晴於2024年6月30日畢業 |
| 10月5日  | 石川花音     | 9期      | E        | 9期生最后昇格者 10月10日編入所屬分隊 川嶋美晴於2024年6月30日畢業 |
| 10月5日  | 鈴木戀奈     | 9期      | E        | 9期生最后昇格者 10月10日編入所屬分隊 川嶋美晴於2024年6月30日畢業 |
| 2021年   |              |          |          | |
| 12月19日 | 石塚美月     | 10期     | S        | 10期生全員昇格 2022年1月15日編入所屬分隊 林美澪於2024年8月31日畢業 |
| 12月19日 | 鬼頭未來     | 10期     | S        | 10期生全員昇格 2022年1月15日編入所屬分隊 林美澪於2024年8月31日畢業 |
| 12月19日 | 杉山歩南     | 10期     | S        | 10期生全員昇格 2022年1月15日編入所屬分隊 林美澪於2024年8月31日畢業 |
| 12月19日 | 青木莉樺     | 10期     | KII      | 10期生全員昇格 2022年1月15日編入所屬分隊 林美澪於2024年8月31日畢業 |
| 12月19日 | 五十嵐早香   | 10期     | KII      | 10期生全員昇格 2022年1月15日編入所屬分隊 林美澪於2024年8月31日畢業 |
| 12月19日 | 伊藤實希     | 10期     | KII      | 10期生全員昇格 2022年1月15日編入所屬分隊 林美澪於2024年8月31日畢業 |
| 12月19日 | 西井美櫻     | 10期     | KII      | 10期生全員昇格 2022年1月15日編入所屬分隊 林美澪於2024年8月31日畢業 |
| 12月19日 | 澤田奏音     | 10期     | E        | 10期生全員昇格 2022年1月15日編入所屬分隊 林美澪於2024年8月31日畢業 |
| 12月19日 | 林美澪       | 10期     | E        | 10期生全員昇格 2022年1月15日編入所屬分隊 林美澪於2024年8月31日畢業 |
| 2024年   |              |          |          | |
| 5月20日  | 大村杏       | 11期     | S        | 11期生全員昇格。 鈴木为第1位昇格者。 |
| 5月20日  | 杉本梨奈     | 11期     | S        | 11期生全員昇格。 鈴木为第1位昇格者。 |
| 5月20日  | 原優寧       | 11期     | S        | 11期生全員昇格。 鈴木为第1位昇格者。 |
| 5月20日  | 篠原京香     | 11期     | KII      | 11期生全員昇格。 鈴木为第1位昇格者。 |
| 5月20日  | 山村樱       | 11期     | KII      | 11期生全員昇格。 鈴木为第1位昇格者。 |
| 5月20日  | 鈴木愛來     | 12期     | KII      | 11期生全員昇格。 鈴木为第1位昇格者。 |
| 5月20日  | 森本久瑠美   | 11期     | E        | 11期生全員昇格。 鈴木为第1位昇格者。 |

### 歷任總隊長與各隊正副隊長
SKE48是AKB48集團系列團體當中最早設置「隊長」制度的，早於AKB48數月。
| 0總隊長0   | Team S     | Team S     | Team KII | Team KII | Team E     | Team E   | 說明                                                 |
| 0          | 隊長       | 副隊長     | 隊長     | 副隊長   | 隊長       | 副隊長   | 說明                                                 |
| ---------- | ---------- | ---------- | -------- | -------- | ---------- | -------- | ---------------------------------------------------- |
| 0          | 平田璃香子 | 0          | 0        | 0        | 0          | 0        | 2009年4月19日，平田璃香子就任隊長                    |
| 0          | 平田璃香子 | 0          | 高柳明音 | 0        | 0          | 0        | 2010年6月9日，高柳明音就任隊長                       |
| 0          | 平田璃香子 | 0          | 高柳明音 | 0        | 梅本圓     | 0        | Team E成立，梅本圓就任隊長                           |
| 第一次組閣 |            |            |          |          |            |          |                                                      |
| 中西優香   | 中西優香   | 0          | 高柳明音 | 0        | 松井玲奈   | 0        | 首次設立總隊長職位                                   |
| 第二次組閣 |            |            |          |          |            |          |                                                      |
| 0          | 宮澤佐江   | 佐藤實繪子 | 古川愛李 | 大場美奈 | 須田亞香里 | 梅本圓   | 首次設立副隊長職位，但不設立總隊長一職               |
| 0          | 宮澤佐江   | 矢方美紀   | 古川愛李 | 大場美奈 | 須田亞香里 | 梅本圓   | 佐藤實繪子畢業並指名矢方美紀接任                     |
| 0          | 宮澤佐江   | 矢方美紀   | 大場美奈 | 內山命   | 須田亞香里 | 梅本圓   | 古川愛李畢業並指名大場美奈接任隊長，內山命接任副隊長 |
| 齊藤真木子 | 矢方美紀   | 松本慈子   | 大場美奈 | 內山命   | 須田亞香里 | 福士奈央 | 再次設立總隊長一職，並宣布三位新任的正副隊長名單     |
| 齊藤真木子 | 北川綾巴   | 犬塚朝奈   | 大場美奈 | 內山命   | 須田亞香里 | 福士奈央 | 矢方美紀畢業，北川綾巴接任隊長，犬塚朝奈接任副隊長   |
| 齊藤真木子 | 北川綾巴   | （懸缺）   | 大場美奈 | 內山命   | 須田亞香里 | 福士奈央 | 犬塚朝奈畢業，未宣布新任副隊長                       |
| 齊藤真木子 | 北川綾巴   | 松本慈子   | 大場美奈 | 內山命   | 須田亞香里 | 福士奈央 | 松本慈子回任副隊長                                   |
| 齊藤真木子 | 北川綾巴   | 松本慈子   | 大場美奈 | （懸缺） | 須田亞香里 | 福士奈央 | 內山命畢業，未宣布新任副隊長                         |
| 齊藤真木子 | 北川綾巴   | 松本慈子   | 大場美奈 | 北野瑠華 | 須田亞香里 | 福士奈央 | 北野瑠華接任副隊長                                   |
| 齊藤真木子 | （懸缺）   | 松本慈子   | 大場美奈 | 北野瑠華 | 須田亞香里 | 福士奈央 | 北川綾巴畢業，未宣布新任隊長                         |
| 齊藤真木子 | 松本慈子   | （懸缺）   | 大場美奈 | 北野瑠華 | 須田亞香里 | 福士奈央 | 松本慈子接任隊長，未宣布新任副隊長                   |
| 齊藤真木子 | 松本慈子   | 上村亞柚香 | 大場美奈 | 北野瑠華 | 須田亞香里 | 福士奈央 | 上村亞柚香接任副隊長                                 |
| 齊藤真木子 | 松本慈子   | 上村亞柚香 | 太田彩夏 | 青木詩織 | 須田亞香里 | 福士奈央 | 大場美奈畢業，太田彩夏接任隊長，青木詩織接任副隊長   |
| 齊藤真木子 | 松本慈子   | 上村亞柚香 | 太田彩夏 | 青木詩織 | 佐藤佳穗   | 福士奈央 | 須田亞香里畢業，佐藤佳穗接任隊長                     |

## 選拔成員制
SKE48和AKB48一樣都是因為人數眾多，不能以全部成員去參加對外的活動，而且劇場公演亦有分各隊伍制去進行，因此，採用選拔成員制去參加各項活動。而此制度的形式是，當發佈單曲時，會在各Team中選拔某部分的成員（單曲堅強的勇者除外），去參與錄音，CD封面拍攝及PV及參與宣傳活動時都會起用當時單曲中的選拔成員。而電視演出的情況則是全部成員演出或成員交替地演出。
SKE48的成員都會去參與AKB48的歌曲，並會參與AKB的選拔總選舉。
單曲CD相關的選拔成員可參考SKE48關聯作品，AKB48單曲的選拔成員可參考AKB48關聯作品各單曲CD的記事

## Under Girls、白組和紅組
| 單曲                   | 樂曲             | 備註                           |
| ---------------------- | ---------------- | ------------------------------ |
| 藍天下的單相思         | 蹦極宣言         | 「Team B.L.T.」名義            |
| 抱歉、SUMMER           | 少女盛夏做什麼?  | 「Under Girls A」名義          |
| 抱歉、SUMMER           | 羽豆岬           | 「Under Girls B」名義          |
| 抱歉、SUMMER           | 小木偶軍團       | 「Theater Girls」名義          |
| 單曲                   | 白組             | 紅組                           |
| 1！2！3！4！請多關照！ | 大波斯菊的記憶   | 青春好難為情                   |
| 萬歲Venus              | 畢業式忘記的東西 | 我不會怨誰                     |
| 翡翠色的沙灘裙         | 心跳的足跡       | 討厭父親                       |
| Okey Dokey             | 火箭砲發射!      | 微笑的Positive Thinking        |
| 單戀Finally            | 羞澀棒棒糖       | 声嘶力竭                       |
| I love you 我愛你!     | 呼吸的接吻       | 為何銀河如此明亮               |
| 接吻可是左撇子         | 體育館的早餐     | 鳥兒不知天之際                 |
| 巧克力的奴隸           | 冬天的海鷗       | 追逐Shadow                     |
| 贊成卡哇伊！           | 金絲雀症候群     | 石榴的顆粒中有多少粒憂愁在內？ |

## 衍生組合

### 正規組合
| 組合名稱               | 日文原名 | 成員                                                                                     | 備註                                                                   |
| ---------------------- | -------- | ---------------------------------------------------------------------------------------- | ---------------------------------------------------------------------- |
| LOVE CRESCENDO         |          | 松井珠理奈、江籠裕奈、北川綾巴、熊崎晴香、後藤樂樂、菅原茉椰、小畑優奈                   | 2015年10月5日的SKE48七週年特別公演上宣布成立2015年11月25日發行出道單曲 |
| Caramel Cats           |          | 大場美奈、木本花音、佐藤堇、惣田紗莉渚、二村春香                                         | 2015年10月5日的SKE48七週年特別公演上宣布成立2015年11月25日發行出道單曲 |
| Transit Girls          |          | 梅本圓、大矢真那、柴田阿彌、須田亞香里、高柳明音、宮澤佐江                               | 2015年10月5日的SKE48七週年特別公演上宣布成立2015年11月25日發行出道單曲 |
| Furumarion             |          | 東李苑、古畑奈和                                                                         | 2015年10月5日的SKE48七週年特別公演上宣布成立2015年11月25日發行出道單曲 |
| Dead Stock Diamonds    |          | 齊藤真木子、谷真理佳、松村香織、山内鈴蘭                                                 | 2015年10月5日的SKE48七週年特別公演上宣布成立2015年11月25日發行出道單曲 |
| Coming Flavor          |          | 野村实代、大谷悠妃、中野愛理、西满里奈、平田詩奈、青海雏乃、赤堀君江、鈴木愛菜、田边美月 | 2019年7月24日宣布成立                                                  |
| Prima Stella           |          | 坂本真凛、末永樱花、浅井裕華、上村亚柚香、水野愛理、冈本彩夏                             | 2021年7月30日宣布成立（组合名称发表日）                                |
| 天空的蔚蓝是没有理由的 |          | 青木莉樺、水野愛理                                                                       | 2023年5月26日宣布成立（组合名称发表日）                                |

### 企劃組合
| 組合名稱     | 成員 | 備註 |
| ------------ | --- | --- |
| KERORO girls | 松下、矢神、向田 | 電影『電影版KERORO軍曹誕生！是最終KERORO 奇蹟的時間和空間島!!』演出。也進行支援及PR活動。                                    |
| 斑馬天使     | 高田、小野、出口 平田、古川                                                                                            | 為京樂產業所組成的團體，並進行支援及PR活動。前者3名即使亦以斑馬隊而進行活動中。                                              |
|              | 松井珠、松井玲 | 在單曲「1,2,3,4，請多關照！」中演唱c/w曲「TWO ROSES」。(此曲為CM主題歌)，並在xbox360遊戲系統「Kinect」的CM中演出。           |
| Team Z       | AKB48（倉持、高城、松原、秋元、大島、宮澤、米澤、北原、佐藤亞、佐藤夏） 平松、松井玲、高柳 SDN48（穐田、大堀、佐藤由） | 演唱彈珠機遊戲「びっくりぱちんこ 銭形平次 with Team Z（页面存档备份，存于）」的主題歌『恋のお縄』的AKB48姊妹團體之混合組合。 |
| 太妹Girls    | 松井玲奈、大島優子（AKB48）、河西智美（AKB48）                                                                         | 柏青哥「CR彈珠機太妹刑事」的特別組合                                                                                         |
| NO NAME      | 矢神久美、秦佐和子、三田麻央（NMB48） （以下AKB48）仲谷明香、石田晴香、佐藤亞美菜、佐藤堇、渡邊麻友、岩田華怜          | 動畫「AKB0048」的声優選抜組合。                                                                                              |

## 音樂合作
| 樂曲                    | 音樂合作 | 收錄作品                             |
| ----------------------- | --- | ------------------------------------ |
| 堅強之勇者              | 東京電視台系動畫《真無敵鐵金剛 衝擊！Z篇 on television》片尾曲 東京電視台系《anison+》8月份主題曲 第90回全国高校欖球大会入場進行曲 | 第1張單曲《堅強之勇者》              |
| 藍天下的單相思          | TBS系《》3月及4月份片尾曲 | 第2張單曲《藍天下的單相思》          |
| 蹦極宣言                | 富士電視台系《》〈〉使用歌曲 | 第2張單曲《藍天下的單相思》          |
| 抱歉，SUMMER            | TBS系《》6月及7月份片尾曲 | 第3張單曲《抱歉，SUMMER》            |
| 1！2！3！4！ 請多關照！ | Microsoft「Kinect」電視廣告歌曲 東海電視台電視劇《妄想刑警！》主題曲                                                               | 第4張單曲《1！2！3！4！ 請多關照！》 |
| TWO ROSES               | Microsoft「Kinect」歌曲 | 第4張單曲《1！2！3！4！ 請多關照！》 |
| 萬歲Venus               | 必勝客『SKE48×必勝客』「」廣告歌曲 鈴鹿賽道廣告歌曲                                                                                | 第5張單曲《萬歲Venus》               |
| 愛之數量                | 2011年CBC職業棒球轉播主題曲 CBC《Sunday Dragons》主題曲                                                                            | 第5張單曲《萬歲Venus》               |
| 翡翠色的沙灘裙          | 朝日電視台系《》7月份片尾曲 ASBee『ASBee×SKE48』「SUMMER SALE篇」廣告歌曲                                                          | 第6張單曲《翡翠色的沙灘裙》          |
| 初戀的隧道              | BeeTV電視劇《》主題曲 | 第7張單曲《愛就OK》                  |
| 唱吧，我們的校歌        | 電影《》主題曲 | 第7張單曲《愛就OK》                  |
| Winning Ball            | 2012年CBC職業棒球轉播《》主題曲 CBC《Sunday Dragons》主題曲                                                                        | 公演專輯《彈珠汽水的飲用方法》       |

## 演出

### 電視劇
- 多米英雄烈火拯救队（2010年1月16日，愛知電視台）　- 飾演 女子高校生
- 馬路須加學園（2010年1月8日－3月26日，東京電視台） - 松井珠、松井玲、矢神
- Strike・love第21、22集（2010年8月11日、12日，富士電視台TWO（日语：フジテレビTWO）） - 木﨑、桑原、若林
- 妄想刑事!（2011年1月12日－3月30日，東海電視台） - 主演、松井珠.松井玲（主要是Team S成員出演）
- 馬路須加學園2（2011年4月15日－7月1日，東京電視台） - 松井珠、松井玲、矢神、木本
- 抓住明日之光2（2011年7月27日、28日，東海電視台） - 木﨑、間野、山田澪
- 馬路須加学園3（2012年7月13日 - 10月5日、东京电视台） - 木﨑・矢神・木本・松井珠・高柳

### 特別節目
過去出演節目
- 24時間电视台 「爱是拯救地球」（2010年8月28日、29日，中京電視台） - 中京地区支援成員
- 第61回NHK红白歌合战（2010年12月31日、NHK综合） - 以AKB48名义友情出演[204]
- 第62回NHK红白歌合战（2011年12月31日、NHK综合） - 以AKB48名义友情出演
- 震災後1年 「往明天」演唱會（2012年3月10日、NHK BS・NHK综合）
- 第63回NHK红白歌合战（2012年12月31日、NHK综合） - 單獨以SKE48名義出演
- 震災後2年 「往明天」演唱會（2013年3月9日、NHK BS・NHK综合）
- 第64回NHK红白歌合战（2013年12月31日、NHK综合） - 單獨以SKE48名義出演
- 第65回NHK红白歌合战（2014年12月31日、NHK综合） - 單獨以SKE48名義出演

### 綜藝節目
現在進行中節目
- SKE48學園（2009年10月3日－，エンタ!371）

過去參加節目
- 《AKBINGO!》（2008年10月8日－，不定期參與演，日本電視台）
- 週刊AKB（2009年7月10日－，東京電視台）
- メ〜テレライブBOMBER-E（2008年8月27日，メ〜テレ）
- SAKAE TA☆RO（2008年10月7日－2009年6月30日，中京電視台）
- BOMBER-E秋まつりスペシャル（2008年10月14日，メ〜テレ）
- 石田純一VS加藤晴彦 中京电视台大感ちゃ祭（2008年10月19日，中京電視台）
- 〜東京・大阪・名古屋〜ドドーンと見せます 有名人のグルメ店最強ガイド!（2009年6月6日，愛知電視台）
- 《家鄉聲援綜藝 在這裡！！旅人們（日语：地元応援バラエティ このへん!!トラベラー）》名古屋版（2009年7月7日－，中京電視台）
- 地元応援バラエティ このへん!!トラベラー（2009年7月21日，中京電視台／2009年8月3日，福岡放送） - 小野、松下
- でらSKE〜夜明け前の国盗り48番勝負（2010年4月5日－2011年5月4日，TBS） - 關東廣域圏的播放迷你節目
- 世界コスプレサミット2009〜真夏だぜ!クールジャポン爆笑祭〜（2009年8月8日，愛知電視台） - 小野、出口、平田、松井珠
- 《知道并解决!SKE网络》（2010年4月5日－，NHK名古屋）
- 《怎麼樣!（日语：どですか!）》（2010年8月18日－，名古屋電視台） - 只有星期三
- 明星尋找太郎（2010年9月11日－2011年9月24日，東京電視台） - 兩個成員輪流擔當MC
- SKE48大学ナビ（2011年4月7日－2011年9月29日，名古屋電視台）
- 《SKE48的認識愛知!（日语：SKE48のあいちテル!）》（2011年4月2日－，東海電視台）
- SAY! YOU! SAY! ME!（2011年4月7日－9月29日，愛知電視台）- 松下、秦＋每月交換１名成員
- 《AKB和××!》（2011年4月21日 - 、讀賣電視台） - 高柳・向田・木本（2011年度××選抜）、加藤瑠・須田・矢方（2012年度××選抜）
- 去吧♡恋48（2011年5月1日－9月25日，tvk）
- 《SKE48的如果當女兒會如何？》（SKE48 ムスメにいかが!?，2011年7月8日 - 2013年3月8日，東海電視台）
- SKE48的魔法广播（2011年10月11日－12月27日，日本電視台）
- 光TV presents AKB48 短劇 微妙〜（2011年11月17日 - 2012年2月23日・不定期出演、光TV（日语：ひかりTV））
- SKE48的魔法廣播2（2012年4月3日 - 2012年6月26、日本電視台）
- SKE48的世界征服女子（2011年10月3日 - 2012年9月26日、中京電視台）
- GRAMPUS TV plus（日语：グランパスTV）（2012年3月4日 - 2013年3月31日、CBC电视台） - 木本
- 《なるほどプレゼンター!花咲かタイムズ》（2012年4月7日 - 、CBC） - 高柳、小木曽、小林（花咲參與迪士尼的環節）
- SKE48的魔法廣播3（2013年1月20日 - 4月7日、日本電視台）
- 《SKE48的晚安名言道场（日语：SKE48のおやすみ名言道場）》（2013年4月1日 - ，中京电视台）
- 《SKE48的世界征服女子 season2》（2013年4月2日 - ，中京电视台）
- 《SKE48的贪婪课外讲座（日语：SKE48のよくばり課外授業!）》（2013年4月28日 - ，東海电视台）
- 《SKE48的炸蝦週五夜》（SKE48のエビフライデーナイト，2013年10月4日 - 12月21日，日本電視台）
- 《高柳明音（SKE48）的「請給我一雙翅膀」》（高柳明音（SKE48）の「翼をください」，2013年11月20日 - ，BS富士）：由高柳明音主持的個人冠名對話型綜藝節目，配合節目企畫內容經常會邀請不同的SKE成員一同參與演出。
- 《SKE48 炸蝦商!》（2014年7月15日－，日本電視台）

過去的單發節目
- 24時間電視 真夏之興奮慈善現場演唱（2008年9月1日【8月31日深夜】，中京電視台） - 除柴木
- 石田純一VS加藤晴彦 中京电视台大感ちゃ祭（2008年10月19日，中京電視台）
- （2009年6月6日，愛知電視台）
- BOMBER-E秋祭SP現場演唱會（BOMBER-E秋まつりSPライブ）（2009年10月13日，名古屋電視台）
- SKE48超劇場版Keroro軍曹的声優挑戰!!（2010年2月19日，エンタ!371） - 松下、矢神、向田
- （2010年6月18日） - 松井玲、松井珠、向田
- 神TV番外編〜SKE48學院修學旅行〜（2010年9月23日，家庭劇場）
- （2011年9月16日，NHK名古屋） - 大矢、桑原、加藤瑠、磯原、間野、山田惠
- （2011年10月21日，中京電視台）
- （2012年3月3日、中京電視台）
- Uta-TubeSpecial SKE48全Team大集合!（2012年8月24日、NHK综合[205]）
- Uta-Tube SKE48 紅白歌合戦密着Special（2013年1月14日、NHK综合[206]）
- （2013年3月15日 - 3月17日、NHK综合[207]）- 加藤瑠・古川
- （2013年3月21日、NHK综合[208]）- 加藤瑠・古川
- MJ presents AKB48 Document 3.11（2013年3月21日、NHK综合）- 松井玲・松井珠
- （2013年4月21日、中京电视台）- 大矢・佐藤実・古川

### 電影
- 超劇場版 5 誕生！究極Keroro奇蹟的時空之島！！（2010年2月27日公開，角川電影） - 松下、矢神、向田
- （2011年2月26日公開，アジョンス・ドゥ・原生林） - Team S（除了松下）、矢方
- （2011年10月22日公開，企画：なごや下町商店街ムービー製作委員会， 監督：古波津陽） - 矢神、松井珠
- （2011年11月26日公開，角川映画， 監督：佐藤太） - 木崎・小木曾・Team E（除梅本・木本・柴田・高木）

### 廣播節目
現在進行中節目
- SKE48♥1+1可不等于2!（2010年11月9日－，東海廣播放送）
- SKE48♥1+1+1可不等于3!（2011年4月17日－，東海廣播）

過去的廣播節目
- （2009年4月6日－，CBC電台）
- 神田朱未的我所喜欢的事。（2009年11月1日 - 2013年3月31日、FM愛知）[註 6][209]
- （2010年3月24日 - 2011年5月4日、K'z Station）[註 7][210]- 中西・平松・古川
- SUNSHINE SAKAE presents RADIO SPLASH（2010年4月1日－，FM愛知）
- SKE48放課後倶樂部（2010年7月7日 - 2013年1月30日、FMわっち）[211]- 加藤瑠・山田澪・上野・山田恵
- SKE48之通宵日本R（日语：オールナイトニッポンR）（2010年7月9日[註 8]，日本放送系） - 木﨑、松井珠、松井玲、矢神、石田、高柳、向田
- （2011年5月16日 - 2013年3月25日、K'z Station）[212]- 加藤瑠・佐藤実・上野
- AKB48の"私たちの物語"（2011年6月24日，NHK-FM） - 松井珠、松井玲、矢神、高柳
- SKE48のオールナイトニッポン（2011年7月26日，日本放送系）
- （2013年4月1日 - 、K'z Station） - 佐藤実・斉藤
- 神田朱未的我所喜欢的事。（日语：わたしのすきなこと。）2nd（2013年4月7日 - 、FM愛知） - 中西・加藤瑠・木下・古川・矢方・梅本・斉藤・竹内舞
- （2013年5月6日 - 、bayfm）
- Radirer! Sunday（日语：らじらー!）（2015年4月4日 - 2018年4月1日，NHK廣播第1頻率） - 雙週星期日常規主持，每次演出人數為一至四人
- All Night Nippon 0(ZERO)（日语：オールナイトニッポン0(ZERO)）～娛樂之夜～（2021年5月1日 - ，日本放送） - 週六，月播一次，由成員3名輪替主持

### 廣告
- 中京電視台「ハマっちゃいなよ! 中京电视台」（2009年4月－）
- SUNSHINE SAKAE（2009年4月－）
- 四谷大塚「全国統一小学生テスト」（2009年5月，CBC電視合作CM）
- 讀賣新聞「讀賣新聞×AKB48」（2009年6月） - 松井珠、松井玲
- AOKI「AOKI×AKB48」（2010年2月11日－） - 松井珠
- 「野菜姐妹」（2010年5月10日－） - 松井珠、松井玲
- Aleph（2010年5月17日－24日，愛知電視台限定で7回のみの放送） - 木下、松井玲、矢神、小木曽、高柳、向田
- UHA味覺糖（ 2010年8月10日－） - 松井珠、松井玲
- 花王（2010年8月14日，（日本電視台系）内放送） - 松井珠、齊藤、佐藤聖
- 微軟「Kinect」（2010年10月4日－） - 松井珠、松井玲（スペシャルデュオ「Kinect」）
- 必勝客「SKE48×必勝客」（2011年3月上旬－） - 大矢、木崎、桑原、須田、高田、平田、平松、松井珠、松井玲、矢神、石田、小木曾、高柳、古川、向田、木本
- （海報） - 大矢、木崎、桑原、須田、高田、平田、平松、松井珠、松井玲、矢神、石田、小木曾、高柳、古川、向田、木本
- Jifutto「ASBee×SKE48 SUMMER SALE」「SUMMER SALE」篇（2011年7月－） - 松井珠、松井玲
- 日本HP「HP SUPPORT ANGELS NEXT starring AKB48」篇（2011年10月7日－） - 松井玲
- 味之素「篇、篇（2011年10月24日－）
- （2011年10月－） - 小野、桑原、高田、出口

### 演唱會
單独
- SKE48 劇場外演唱會「第一次的課外授業」（2009年5月24日，ボトムライン）
- SKE48結成1周年記念公演「得天下啊!!」（2009年7月30日，名古屋鑽石大廳）
- 名古屋一揆 supported by LAWSON（2009年12月25日，Zepp Nagoya）
- SKE48傳說，開始（2010年4月29日，Zepp Nagoya）
- SKE48 演唱會「這汗量不是鬧著玩的」（2010年10月3日、5日、17日，SHIBUYA-AX、Zepp Nagoya、神户国際会館大廳）
- Kinect for Xbox 360 Presents 1!2!3!4!請多關照!勝負是今後! supported by LAWSON（2010年11月27日，愛知縣藝術劇場大廳）
- SKE48，現在，會 supported by HP（2011年4月29日，Zepp Nagoya）
- SKE48，現在，會（2011年5月2日，赤坂BLITZ）
- 家庭拍賣場、東海電視台presents SPRING STAGE 2011（2011年5月18日，中京大学文化市民会館、オーロラホール）
- SKE48 全国旅遊「SKE48真夏の上方修正」（2011年6月27日、28日，Zepp Nagoya[註 9]/7月2日，Zepp Tokyo[註 10]/7月3日，Zepp Sendai[註 10]/7月5日，Zepp Sapporo[註 11]/7月9日，Zepp Osaka[註 12]/7月10日，Zepp Fukuoka[註 12]）
- SKE48 春コン2012「SKE専用劇場は秋までにできるのか?」 (2012年4月14、15日，[日本ガイシホール])
- SKE48 「4周年記念公演」(2012年10月5日)

重溫時間 最佳曲目
- SKE48 重溫時間 最佳曲目30 2010〜神曲是哪個?〜（2010年7月31日，名古屋世紀大廳）
- SKE48 重溫時間 最佳曲目50 2011〜神曲是哪個?〜 (2011年11月26、27日，名古屋世紀大廳)
- SKE48 重溫時間 最佳曲目50 2012〜神曲是哪個?〜 (2012年10月11、12日，Zepp Nagoya)
- SKE48 重溫時間 最佳曲目242 2014〜第一名是？最後一名是？所推曲目集合〜(2014年11月1、2日，名古屋世紀大廳)

AKB48 with SKE48名義
- AKB48 難道說，這場演唱會的音源不會流出嗎？（2008年11月23日，NHK Hall） - 除高井外
- 忘年感謝祭 來洗牌吧，AKB! SKE也請多關照吧（2008年12月20日，JCB Hall） - 除高井外
- AKB48 重溫時間 最佳曲目100 2009（2009年1月18日－21日，SHIBUYA-AX）[註 13]
- 「神公演予定」～因諸多因素，也有可能無法成為神公演，望體諒（2009年4月25日、26日，NHK Hall）[註 14]
- AKB104選拔成員組閣祭（2009年8月22日、23日，日本武道館） - TeamS（松井珠在22日）

AKB48 with SKE48&SDN48名義
- AKB48 重溫時間 最佳曲目100 2010 with アメーバピグ（2010年1月21日－24日，SHIBUYA-AX）
- AKB48 希望滿席祭 贊否兩論（2010年3月24日、25日，橫濱體育館）
- AKB48 演唱會「沒有驚喜」（2010年7月10日、11日，代代木体育館）

AKB48 with SKE48,SDN48&NMB48名義
- AKB48 重溫時間 最佳曲目100 2011（2011年1月20日－23日，SHIBUYA-AX）

來賓出演
- ライブDVDは出るだろうけど，やっぱり生に限るぜ! AKB48夏祭り（2008年8月23日，日比谷野外大音樂堂） - 特別出演，中西優香也以AKB48研究生身分演出
- AKB48 分身の術ツアー 大阪／名古屋公演（2009年8月11日、12日，なんばHatch、Zepp Nagoya）[註 15]
- サウンドコニファー229 AKB48 夏のサルオバサン祭り（2009年9月13日，富士急ハイランド サウンドコニファー） - 松井珠、松井玲

### 活動
- 24時間电视台チャリティーライブ（2008年8月30日，名古屋荣） - 除了柴木
- キャラホビ2008 SUNSHINE SAKAE出展ブース「AKB48×SKE48」（2008年8月31日，幕張展覽館国際展示場9〜11） - 除了松井珠、柴木
- メ〜テレ秋まつり2008（2008年9月27日、28日，名古屋市荣久屋大通公園）
- チュウキョ〜くんアイランド ガールズ ライヴステージ（2008年10月19日，名古屋久屋大通公園）
- 東海电视台大感謝祭（2008年11月1日，名古屋久屋大通公園）
- SAKAE清潔大作戰（2009年2月28日）
- 春コレ!2009オフィシャルサポーター（2009年3月20日、21日，綠洲21（日语：オアシス21））
- CBC GREEN LIVE（2009年3月21日，CBC 會堂） - 松井珠、松井玲
- 名古屋商業節2009官方支持者（なごや商業フェスタ2009オフィシャルサポーター）（2009年4月9日，愛知縣藝術劇場大會堂）
- 「第2回SAKAEクリーン大作戦with SKE48」（2009年4月18日，久屋大通公園内「久屋廣場」）
- キャラホビc3 in Hong Kong（2009年4月26日，香港） - 除了桑原、中西、松井珠、松井玲、松下、山下
- 「母の日フェア」（2009年5月7日－9日，SUNSHINE SAKAE B1F Ground Canyon廣場 ）
- 「第3回SAKAEクリーン大作戦with SKE48」（2009年6月20日，久屋大通公園内「久屋廣場」）
- 世界Cosplay峰會2009特別支持者（2009年8月1日、2日）
- 『KYORAKUモアサプライズ!!ナイター』サプライズステージ（2009年8月14日，宮城球場） - [註 16]
- キャラホビ2009 SKE48出展ブース（2009年8月30日，幕張展覽館国際展示場）
- 環境名古屋日2009中央行事（2009年9月20日，久屋大通公園一帶）
- 久屋大通映像節 Sakae Movie Award 2009 表彰式（2009年9月20日，久屋大通公園，作品上影：名古屋電視塔4F特設上影室）
- 〜船酔い禁物!屋形船で盛り上がっちゃうゾ〜（2009年9月22日，23日）
- 第4回SAKAE清潔大作戰 with SKE48（2009年9月22日，若宮廣場）
- メ〜テレ秋まつり2009 BOMBER-E秋まつりSP（2009年9月26日，久屋大通公園 久屋廣場〜エンゼル廣場）
- ぱちんこ・パチスロあしたのジョーファンフェスティバル〜あしたのために、打つべし!〜（2010年1月24日，東京國際展示場）
- 中國2010年上海世界博覽會中國2010年上海世界博覽會日本產業館「WCS特別Stage」（2010年6月20日，日本產業館JAL舞台） - 中西、松井玲、赤枝
- 第22屆日本參議院議員通常選舉投票啓發廣報部員（愛知縣選舉管理委員会） - 小野、出口、中西、平田、加藤智、佐藤實、古川、秦[213]
- スカパー!×PigooHD SPECIAL SKE48学園祭 バンドしちゃおうLIVE!!（2010年7月17日，澀谷DUO MUSIC EXCHANGE）
- 世界Cosplay峰會2010 官方支持者（2010年7月31日、8月1日）
- 2010神宮外苑花火大会（2010年8月19日，明治神宮外苑）
- 夏天偶像組合節2010（アイドルユニットサマーフェスティバル2010）（2010年8月30日、31日，澀谷C.C.會堂）
- SEOUL INTERNATIONAL DRAMA AWARDS 2010（2010年9月10日，韓国首爾、KBS電視台音樂廳） - 木崎、松井玲、石田、小木曾、高柳、向田、若林
- KYORAKU presents AKB48 SKE48 LIVE in ASIA（2010年11月16日，澳門金沙劇院）
- AGE STOCK 2010（2010年11月23日，横濱競技場）
- TOKYO GIRLS COLLECTION in NAGOYA（2011年2月19日，名古屋巨蛋） - 大矢、木崎、木下、桑原、須田、高田、平田、平松、松井珠、松井玲、矢神、石田、小木曾、高柳、古川、向田、木本、山下ゆ、山田恵
- AKB48&SKE48合同握手会&SKE48迷你演唱會（2011年3月11日，香港、西九龍中心）
- C3 in HONG KONG　2011（C3日本動玩博覧2011）SKE48 LIVE in Hong Kong 2011（2011年3月12日，香港会議展覧中心） - Team E
- a-nation 10th Anniversary for Life Charge ▶ Go! ウイダーinゼリー（2011年8月13日，名古屋市、名古屋市国際展示場野外特設会場）

## 書籍

### 雜誌・新聞連載
- B.L.T. 中部版（2008年9月 - 、東京新聞通信社）
- 東海ウォーカー（2009年1月 - 、角川雜誌）
- サイゾー（2010年6月18日 - 、サイゾー） - 2010年7月号「大人のための二次元講座」連載。
- SPA!（2010年6月29日 - 、扶桑社） - 「私立SPA!学園 SKE48部」連載。
- 朝日新聞名古屋本社版（2010年8月19日 - 2011年3月30日、朝日新聞社） - 「SKE48的社会科見学」毎週星期三連載。名古屋電視台どですか!共同企劃。
- 月刊TVnavi中部版（産経新聞社） - 2010年11月号「SKE48の芽〜SaKaEから全国へ!」連載。
- 中日スポーツ（2010年11月9日 - 、中日新聞社） - 「SKEtch48」連載。

### 漫画作品
- 今日も天使のお仕事中!!（竹書房「漫画パチンコ777」、2010年11月号連載中） - 斑馬天使 キュインキュイ〜ン的漫画化作品。

## 公演

### 劇場公演

#### SKE48劇場
2012年8月爲止的舊SUNSHINE STUDIO，2012年12月以來的SKE48劇場的公演。2012年4月，受歡迎的公演門票的倍率達到50倍左右。
- Team S（初代）

1. PARTY开始了：2008年10月5日 - 2009年2月8日
2. 手牵手：2009年2月14日 - 10月16日
3. 制服之芽：2009年10月25日 - 2013年7月10日

- Team S（中西）

1. RESET（2013年7月23日-2014年4月21日）[15]
  - Team S（宮澤→矢方→北川）
2. 制服之芽：2014年4月28日  - 2016年6月7日（135公演）
3. 沉重的足跡：2016年6月14日 -

- Team KII（初代）

1. 想见你：2009年6月13日 - 11月29日
  - 復活公演：2011年2月13日
2. 手牵手：2009年12月6日 - 2010年9月22日
3. 彈珠汽水的飲用方法：2011年10月1日 - 2013年7月12日

- Team KII（高柳）

1. 劇場的女神（2013年7月25日－2014年4月18日）[17]
  - Team KII（古川→大場）
2. 彈珠汽水的飲用方法：2014年4月30日 - 2016年5月24日（176公演）
3. 0start：2016年6月3日 -

- Team E （初代）

1. 睡衣兜風：2011年1月16日 - 2012年3月28日
2. 引體後空翻：2012年5月14日[214]- 2013年7月11日

- Team E （松井）

1. 我的太陽（2013年7月24日－2014年4月22日）
[16]
  - Team E（須田）
2. 手牵手：2014年5月2日 - 2016年9月1日（184公演）
3. SKE Festival（日语：チームE 5th Stage「SKEフェスティバル」） : 2016年9月9日 -

- 研究生

1. PARTY开始了：2010年2月16日 - 2012年8月12日[215]、2015年7月6日[216]- 2017年4月8日
2. 想见你：2012年2月27日 -[215]- 2013年12月23日
3. 制服之芽：2014年1月5日 - 2014年4月19日
4. SKE48 Upcoming公演

〜夏〜：2014年6月29日- 2014年9月22日（7公演）
〜秋〜：2014年10月24日 - 2014年12月15日（4公演）
〜冬〜：2015年1月27日 - 2015年4月28日（9公演）
1. 青春女孩：2017年4月14日 -

### 其他会場的公演
- PARTY开始了：2008年11月22日（包含研究生）・12月19日（除了高井・高田）AKB48劇場[218]
- 手牵手：2009年6月6日・7日（Team  S）AKB48劇場[219]
- SKE48 Team S 「制服之芽」東京公演@Shibuya DUO -Music Exchange- （2010年4月12日・7月17日、Shibuya DUO MUSIC EXCHANGE）
- SKE48 Team S 「制服之芽」大阪公演（2010年5月21日、HEP HALL）
- SKE48 Team KII 「手牽手」大阪公演（2010年8月16日、BIG CAT）
- SKE48 Team S 「制服之芽」大阪公演（2010年8月17日、BIG CAT）
- SKE48 Team S 「制服之芽」福岡公演（2010年9月24日、イムズホール）[220]
- 「獻給錯過的你們」～AKB48全體總動員公演～（2011年5月24日 - 6月12日、TOKYO DOME CITY HALL）[221]

1. A2nd「想见你」公演（5月28日）
2. B3rd「睡衣兜風」公演（5月29日）
3. S2nd「手牽手」公演（6月10日）
4. S3rd「制服之芽」公演（6月11日）

※中西在A4th「正在戀愛中」公演（6月2日）中出演。
- AKB48 Group 定期公演 第5弾（2011年7月27日、新加坡 *SCAPE） - Team  KII[222]
- SKE48 Team KII 「彈珠汽水的飲用方法」出張公演（2012年2月7日・8日、AKB48劇場）
- SKE48 Team S 「制服の芽」出張公演（2012年2月15日、NMB48劇場）[223]
- SKE48 Team KII 「彈珠汽水的飲用方法」出張公演（2012年2月16日、NMB48劇場）[223]
- SKE48 Team S 「手牽手」出張公演（2012年2月21日、HKT48劇場）[224]
- SKE48 Team S 「制服之芽」出張公演（2012年2月22日、HKT48劇場）[224]
- 「獻給錯過的你們へ2」～AKB48全體總動員公演〜（2012年5月3日 - 5月24日、TOKYO DOME CITY HALL）

1. A2nd「想见你」公演（5月10日） - Team  KII
2. KII 3rd「彈珠汽水的飲用方法」公演（5月11日） - Team  KII
3. S2nd「手牽手」公演（5月21日） - Team  S
4. S3rd「制服之芽」公演（5月22日） - Team  S
5. K4th「引體後翻」公演（5月23日） - Team  E

※中西在B3rd「睡衣兜風」公演（5月6日）、A4th「正在戀愛中」公演（5月9日）中出演。
- SKE48 研究生 「想见你」出張公演（2012年8月4日、HKT48劇場）[225]
- SKE48 研究生 「想见你」出張公演（2012年8月5日、NMB48劇場）[225]
- HKT48 Team H「手牽手」公演[226]（2012年9月4日 - 9月28日、HKT48劇場）
- SKE48 Team E 「引體後翻」（2012年9月23日、AKB48劇場）[227]
- SKE48 Team S 「制服之芽」出張公演（2012年9月27日、AKB48劇場）[227]
- SKE48 Team KII 「彈珠汽水的飲用方法」出張公演（2012年9月28日、AKB48劇場）[227]
- SKE48 Team E 「引體後翻」出張公演（2012年9月29日、NMB48劇場）[227]
- SKE48 Team E 「引體後翻」出張公演（2012年10月22日、ダイアモンドホール）[228]
- SKE48 Team S 「制服の芽」出張公演（2012年10月23日、ダイアモンドホール）[228]
- SKE48 Team KII 「彈珠汽水的飲用方法」出張公演（2012年10月24日、ダイアモンドホール）[228]
- SKE48 研究生 「想见你」出張公演（2012年10月25日、ダイアモンドホール）[228]
- 「獻給追憶的你們」～AKB48全體總動員公演～（2013年5月2日 - 5月25日、TOKYO DOME CITY HALL）

1. S2nd「手牽手」公演（5月3日） - Team S
2. S3rd「制服之芽」公演（5月4日） - Team S
3. K5th「引體後翻」公演（5月23日） - Team E
4. KII 3rd「彈珠汽水的飲用方法」公演（5月24日） - Team KII

※中西在A4th「正在戀愛中」公演（5月9日）中出演。松井珠在AKB48 Team  K Waiting 公演（5月10日）、K6th「RESET」公演（5月22日）中出演。
- AKB48 研究生公演「睡衣兜風」[229]（2013年5月12日、AKB48劇場）

## 獲獎記錄
2011年
- 第18回保齡球媒體大獎（日语：日本ボウリング場協会#ボウリングマスメディア大賞） 特別話題賞

## 註腳
1. ↑  AKB48的方法是適合就會將成員昇格，而不會被降格。AKB48中降格的事例只有2次。
2. ↑  司儀是田村憲司，裁判是蝶野正洋。
3. ↑  2013年7月17日预定属于新体制中的Team KII
4. 1 2 3  5月25日KII成员发表前是候补生名义。
5. 1 2  昇格至新体制施行之前以没有队伍所属的正规成员名义活动。
6. ↑  出演者 - 平松・松下・古川、2011年10月より石田・梅本、同11月より桑原と交代
7. ↑  同年5月18日開始改至。
8. ↑  原本預定2011年3月11日重播，但是因為東日本大震災的報道特別番組而取消。
9. ↑  27日是TeamS、TeamE，28日是TeamS、TeamKII出演。
10. 1 2  TeamS、TeamE出演。
11. ↑  TeamS、TeamKII出演。
12. 1 2  TeamKII、TeamE出演。
13. ↑  20日：大矢、尾関、小野、桑原、佐藤実、新海、高田、出口、中西、平田、平松、前川、松井珠、松下、森、矢神
21日：松井珠、松井玲
14. ↑  25日：TeamS、稲垣、佐藤實、佐藤聖、TeamKII
26日：桑原、中西、松井珠、松井玲、松下、山下 出演
15. ↑  兩日皆為：桑原、新海、高田、中西、平田、松井珠、松井玲、矢神、石田、井口、齊藤、高柳、松本、向田、山田澪
16. ↑  桑原、新海、高田、中西、平田、松井珠、松井玲、矢神、齊藤、高柳、古川、向田

## 外部連結
- 官方网站
- SKE48的Instagram帳戶
- SKE48的X（前Twitter）
- SKE48的TikTok
- YouTube上的SKE48頻道
- SKE48 公式ブログ （页面存档备份，存于） - SKE48 Mobile
  - SKE48 運営事務局ブログ （页面存档备份，存于）
- SKE48 CAFE & SHOP，存于
  - SKE48カフェ&ショップのブログ （页面存档备份，存于）
- SKE48オフィシャルブログ （页面存档备份，存于） - Ameba（2010年3月3日 - ）
- SKE48 Google+ アーカイブブログ （页面存档备份，存于） - Ameba
- SKE48 avex official website （页面存档备份，存于） - 愛貝克思娛樂
- SKE48 - 日本クラウン株式会社 クラウンレコード （页面存档备份，存于） - 旧所属唱片公司
- SKE48 Official Shop （页面存档备份，存于）
- AKB48グループ × SHOWROOMメンバー個人配信 （页面存档备份，存于）
  - SKE48配信ルーム的SHOWROOM專頁
  - ルーム一覧 （页面存档备份，存于）
- SKE48 Mobile的X（前Twitter）
- SKE48 CAFE & SHOP的X（前Twitter）
- SKE48 Family的X（前Twitter）
- SKE48 Mobile&Mail的Instagram帳戶
- 握手会友の会 （页面存档备份，存于）